# بلغار
الْبُلْغَار ((بالبلغارية: българи)‏، IPA: ‎[ˈbɤɫɡɐri]‏) هي أمة جنوبية  مجموعة عرقية موطنها بلغاريا والمنطقة المجاورة لها.
بلغار عرق يتكون من قوميات مختلفة بعضها من أصول سلافية والبعض من أصول تركية جاؤوا في هجرات منتظمة للأراضِ البلغارية من دول مجاورة كجمهورية مقدونيا واليونان البلقان.
يبلغ عدد البلغار حوالي 10 ملايين نسمة معظمهم يعيش في جمهورية بلغاريا. ويتحدث البلغار في اللغة البلغارية، ويعتنق معظمهم المسيحية ديناً، على مذهب الأرثوذكسية الشرقية.

## علم أصول الكلمات
يستمد البلغار اسمهم العرقي من البلغار. لم يتم فهم أسمائهم تمامًا ويصعب تتبعها قبل القرن الرابع الميلادي،  ولكن من المحتمل أنها مشتقة من الكلمة الأصلية التركية (bulģha) («لخلط»، «اهتز»، «تحريك») ومشتقاتها (bulgak) («ثورة»، «اضطراب»). تشمل أصول علم أصول الكلام البديلة الاشتقاق من مركب (bel) («خمسة») و(gur) («السهم» بمعنى «القبيلة»)، وهو تقسيم مقترح داخل الأوتيغر أو الأونوغر («عشر قبائل»).

## المواطنة
وفقًا للمادة 25 (1) من دستور بلغاريا، يجب أن يكون المواطن البلغاري هو أي شخص ولد لأب واحد على الأقل يحمل الجنسية البلغارية، أو مولودًا على أراضي جمهورية بلغاريا، إذا لم يكن يحق له الحصول على أي شخص آخر. الجنسية بحكم الأصل. يجب الحصول على الجنسية البلغارية من خلال التجنس. عرّف حوالي 77٪ من سكان بلغاريا أنفسهم على أنهم من أصل بلغاري في الإحصاء البلغاري لعام 2011 م.

## التولد العرقي
ينحدر سكان بلغاريا من شعوب من أصول وأعداد مختلفة اختلافًا كبيرًا، وبالتالي فهي نتيجة لتأثير «بوتقة الانصهار». العناصر العرقية الرئيسية التي امتزجت لإنتاج العرق البلغاري الحديث هي:
- Thracians - السكان الأصليون في البلقان الهندو-أوروبيون، والذين تم الاحتفاظ بالعناصر الثقافية والعرقية منهم ؛ [67][68][69]
- السلاف - السكان الهندو-أوروبيون الذين هاجروا من شمال شرق أوروبا إلى البلقان في الفترة بين القرنين الخامس والسادس الميلادي وفرضوا لغتهم وثقافتهم على المجتمعات المحلية التراقية والرومانية واليونانية.
- البلغار - مجموعة شبه بدوية من القبائل من آسيا الوسطى وصلت في القرن السابع الميلادي، واتحدت مع السكان المحليين السلافيين والسلافيين، ونظمت الدولة البلغارية المبكرة في العصور الوسطى وتركت تسمياتها العرقية للأمة البلغارية الحديثة، بينما استوعبت في النهاية في المحلية. السكان السلافية.[70][71]

تم أخذ بعض العناصر الثقافية والعرقية من الشعب التراقي الأصلي. قبل السلافية الشعوب الهندو أوروبية أخرى، بما في ذلك الداتشيين، القلط، القوط، الرومان، الإغريق، سارماتيين، Paeonians والإليريين استقر أيضا في الأراضي البلغارية في وقت لاحق. تم وصف اللغة التراقيّة على أنها لغة جنوب بحر البلطيق.   كان لا يزال يتحدث بها في القرن السادس، وربما انقرضت بعد ذلك،  ولكن في فترة لاحقة استبدل البلغار الأسماء الجغرافية اليونانية / اللاتينية القديمة بأسماء المواقع التراقية، مما قد يوحي بأن تراقيين لم يكونوا كذلك طمس تمامًا بعد ذلك. ربما تم الحفاظ على بعض الآثار اللغوية والثقافية قبل السلافية في البلغار الحديثين (والمقدونيين). سيثيا الصغرى ومويسيا يبدو أقل شأنا من أن يكون بالحروف اللاتينية،  على الرغم من أن المنطقة أصبحت محط البربرية إعادة المستوطنات (القوط المختلفة والهون) خلال 4 وأوائل القرن الميلادي 5th،  قبل حلقة أخرى «بالحروف اللاتينية» خلال أوائل القرن السادس. وفقًا للأدلة الأثرية من الفترات المتأخرة من الحكم الروماني، لم يقلل الرومان من عدد التراقيين بشكل كبير في المدن الكبرى. بحلول القرن الرابع، كانت مدينة سيرديكا الرئيسية تضم في الغالب سكانًا تراقيين استنادًا إلى أدلة كتابية، والتي تظهر سائدة أسماء لاتينية تراقية، ولكن بعد ذلك تم استبدال الأسماء بالكامل بأسماء مسيحية.
ظهر السلاف الأوائل من موطنهم الأصلي في أوائل القرن السادس، وانتشروا في معظم شرق أوروبا الوسطى وأوروبا الشرقية والبلقان، مما شكل ثلاثة فروع رئيسية: السلاف الغربيون في شرق أوروبا الوسطى، والسلاف الشرقيون في أوروبا الشرقية، والسلاف الجنوبيون في جنوب شرق أوروبا (البلقان). أدى هذا الأخير تدريجياً إلى استبدال لغوي كامل للتراقيين، إذا لم يكن التراقيون قد تم تحويلهم إلى رومنة أو هللين. يقبل معظم العلماء أنهم بدأوا في الاستيطان على نطاق واسع في البلقان في ثمانينيات القرن الخامس الميلادي بناءً على تصريح مؤرخ القرن السادس ميناندر يتحدث عن 100،000 سلاف في تراقيا والهجمات المتتالية لليونان في 582. استمروا في القدوم إلى البلقان في موجات عديدة، لكنهم غادروا أيضًا، وعلى الأخص جستنيان الثاني (685-695) استقر ما يصل إلى 30000 سلاف من تراقيا في آسيا الصغرى . جمع البيزنطيون القبائل السلافية العديدة في مجموعتين: Sklavenoi وAntes .  يقترح بعض العلماء البلغاريين أن Antes أصبح أحد أسلاف البلغار الحديثين.
تم ذكر البلغار لأول مرة في القرن الرابع بالقرب من سهول شمال القوقاز . غالبًا ما يقترح العلماء أن الأصول النهائية للبلغار هي تركية ويمكن إرجاعها إلى اتحادات البدو الرحل في آسيا الوسطى،  وجه التحديد كجزء من القبائل الأوغورية التي امتدت من سهوب بونتيك إلى آسيا الوسطى. ومع ذلك، فإن أي اتصال مباشر بين البلغار والنظراء الآسيويين المفترضين يعتمد على أكثر من مجرد تأملات و «أصول أصولية ملتوية». يشكك بعض المؤرخين البلغاريين في تحديد البلغار كقبيلة تركية ويقترحون أصلًا إيرانيًا. في سبعينيات القرن السادس، عبرت بعض قبائل البلغار، الدانوب البلغار بقيادة أسباروخ والبلغار بقيادة كوبر، نهر الدانوب واستقروا في البلقان بموجة هجرة واحدة، وصفها مايكل السوري بأن عددها يبلغ 10000. غالبًا ما لا يُعتقد أن البلغار كانوا كثيرين، وأصبحوا نخبة حاكمة في المناطق التي يسيطرون عليها.  ومع ذلك، وفقًا لستيفن رونسيمان، يجب أن تكون القبيلة التي تمكنت من هزيمة الجيش البيزنطي ذات أبعاد كبيرة. أقام البلغار في Asparukh اتحادًا قبليًا مع Severians و «Seven Clans»، الذين أعيد توطينهم لحماية أجنحة مستوطنات Bulgar في Scythia Minor، حيث تم بناء العاصمة Pliska في موقع مستوطنة سلافية سابقة.
خلال الحقبة البيزنطية المبكرة، كانت المقاطعات الرومانية في سيثيا الصغرى ومويسيا سيكوندا منخرطة بالفعل في التبادل الاقتصادي والاجتماعي مع «البرابرة» شمال نهر الدانوب . قد يكون هذا قد سهّل سلافونتهم في نهاية المطاف،  على الرغم من أنه يبدو أن غالبية السكان قد انسحبوا إلى المناطق النائية للقسطنطينية أو آسيا الصغرى قبل أي مستوطنة سلافية وبلغار دائمة جنوب الدانوب. ظلت المدن الساحلية الرئيسية في بونتيك بلغاريا يونانية بيزنطية في نظرتها. أدت عمليات نقل السكان على نطاق واسع والتوسع الإقليمي خلال القرنين الثامن والتاسع إلى زيادة عدد السلاف والمسيحيين البيزنطيين داخل الدولة، مما جعل البلغار أقلية بشكل واضح. أدى إنشاء دولة جديدة إلى تشكيل مختلف السكان السلاف والبلغار وفي وقت سابق أو لاحقًا في «الشعب البلغاري» في الإمبراطورية البلغارية الأولى  يتحدث لغة جنوب السلاف. في فترات مختلفة من التولد العرقي للسكان المحليين، ساهم أيضًا شعوب هندو أوروبية وتركية مختلفة، استقروا أو عاشوا في البلقان.

### المفهوم العرقي البلغاري
عادة ما يُنظر إلى البلغار على أنهم جزء من المجموعة العرقية اللغوية السلافية. ومع ذلك، فإن القضية المثيرة للجدل لتكوينهم العرقي هي موضوع شائع في أعمال العلماء القوميين . بدأت النقاشات الشرسة في القرن التاسع عشر، واعتمدت النسب المشكوك فيها من الأصول التراقيّة والبلغارية والسلافية المفترضة على الوضع الجيوسياسي للبلاد وعلى الميول الأيديولوجية والسياسية. تم تغيير هذه النسب المفترضة عدة مرات خلال القرن العشرين، مع التأكيد عادةً على الجزء السلافي من أصل بلغاري، المرتبط بالروسية القوية تقليديًا في البلاد. ومع ذلك، خلال السبعينيات من القرن الماضي، تم دعم علم التراقي بشكل خاص من قبل السلطة الشيوعية، كمحاولة للتأكيد على تأثير السكان الأصليين في التكوين العرقي البلغاري. بعد سقوط الشيوعية، بدأت الصورة الروحية للتراقيين تتلاشى. بعد فتور العلاقات مع روسيا، وانضمام البلاد إلى الاتحاد الأوروبي، تم إطلاق الرأي حول التأثير الجيني البلغار الكبير بين الأوساط القومية، التي قللت مؤخرًا من أهمية الأصول السلافية للبلاد.

## الأصول الجينية
وفقا لتحليل الثلاثي - جسمية، الميتوكوندريا والأب - من البيانات المتاحة من الدراسات على نطاق واسع على بالتو -Slavs والسكان الداني، والجينوم كاملة SNP البيانات ويضع البلغار في كتلة مع الرومانيين، المقدونيين وGagauzes، وهم في بالقرب من الجبل الأسود والصرب .

## التاريخ

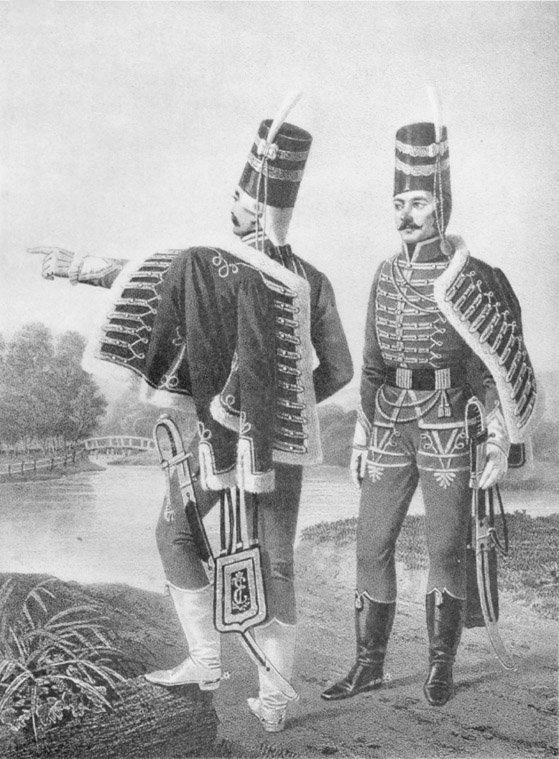
ضباط من فوج الحصار البلغاري في روسيا (1776-1783)

تأسست الإمبراطورية البلغارية الأولى عام 681. بعد اعتماد المسيحية الأرثوذكسية في عام 864 أصبحت واحدة من المراكز الثقافية في أوروبا السلافية. تم تعزيز مكانتها الثقافية الرائدة من خلال اختراع الكتابة السيريلية في عاصمتها بريسلاف عشية القرن العاشر. كان لتطور معرفة القراءة والكتابة في الكنيسة السلافية القديمة في البلاد تأثير في منع استيعاب السلاف الجنوبيين في الثقافات المجاورة كما حفز أيضًا على تطوير هوية عرقية مميزة. تم إجراء تكافل بين البلغار الضعفاء عدديًا والقبائل السلافية العديدة في تلك المنطقة الواسعة من نهر الدانوب إلى الشمال، وبحر إيجة إلى الجنوب، ومن البحر الأدرياتيكي إلى الغرب، إلى البحر الأسود إلى الشرق، الذي قبل الاسم العرقي المشترك «البلغار». خلال القرن العاشر، أنشأ البلغار شكلاً من أشكال الهوية الوطنية كان بعيدًا عن القومية الحديثة ولكنه ساعدهم على البقاء ككيان متميز عبر القرون.
في عام 1018 فقدت بلغاريا استقلالها وظلت خاضعة للبيزنطيين حتى عام 1185 عندما تم إنشاء الإمبراطورية البلغارية الثانية. ومع ذلك، في نهاية القرن الرابع عشر، غزا العثمانيون بلغاريا بأكملها.  في ظل النظام العثماني، كان المسيحيون يعتبرون فئة أدنى من الناس. وهكذا، تعرض البلغار، مثلهم مثل المسيحيين الآخرين، لضرائب باهظة وشهد جزء صغير من الشعب البلغاري أسلمة جزئية أو كاملة. تم تضمين المسيحيين الأرثوذكس في مجتمع عرقي ديني محدد يسمى روم ميليت . بالنسبة لعامة الناس، أصبح الانتماء إلى هذا الكومنولث الأرثوذكسي أكثر أهمية من أصولهم العرقية. أصبح هذا المجتمع على حد سواء، شكلًا أساسيًا للتنظيم الاجتماعي ومصدرًا للهوية لجميع المجموعات العرقية داخله. وبهذه الطريقة، نادرًا ما يتم استخدام التسميات العرقية، وبين القرنين الخامس عشر والتاسع عشر، بدأ معظم السكان المحليين بالتدريج في تعريف أنفسهم ببساطة كمسيحيين. ومع ذلك، فإن رجال الدين ذوي الروح العامة في بعض الأديرة المعزولة لا يزالون يحتفظون بالهوية البلغارية المميزة  وهذا ساعدها على البقاء في الغالب في المناطق الريفية والنائية. على الرغم من عملية الانصهار العرقي والديني بين المسيحيين الأرثوذكس، استمرت المشاعر القومية القوية في المجتمع الكاثوليكي في الجزء الشمالي الغربي من البلاد. في ذلك الوقت، حدثت عملية هلينة جزئية بين المثقفين وسكان المدن، نتيجة للمكانة الأعلى للثقافة اليونانية والكنيسة الأرثوذكسية اليونانية بين مسيحيي البلقان. خلال النصف الثاني من القرن الثامن عشر، وفر التنوير في أوروبا الغربية تأثيرًا على بدء الصحوة الوطنية لبلغاريا في عام 1762.
دعم بعض البلغار الجيش الروسي عندما عبروا نهر الدانوب في منتصف القرن الثامن عشر. عملت روسيا على إقناعهم بالاستقرار في المناطق التي احتلتها مؤخرًا، وخاصة في بيسارابيا . نتيجة لذلك، استقر العديد من المستعمرين البلغاريين هناك، وبعد ذلك شكلوا فوجين عسكريين كجزء من الاستعمار العسكري الروسي للمنطقة في 1759-1763.

### الحركة الوطنية البلغارية
خلال الحروب الروسية التركية (1806-1812) و(1828-1829) شكل المهاجرون البلغاريون جيش المواطنين البلغاريين وانضموا إلى الجيش الروسي، على أمل أن تجلب روسيا التحرر البلغاري، لكن مصالحها الإمبراطورية كانت تركز في ذلك الوقت على اليونان وفالاتشيا. أدى صعود القومية في ظل الإمبراطورية العثمانية إلى صراع من أجل الاستقلال الثقافي والديني للشعب البلغاري. أراد البلغار أن يكون لديهم مدارسهم الخاصة وطقوسهم الدينية باللغة البلغارية، وكانوا بحاجة إلى منظمة كنسية مستقلة. بسبب السخط من سيادة رجال الدين الأرثوذكس، بدأ النضال في الاشتعال في العديد من الأبرشيات البلغارية في عشرينيات القرن التاسع عشر.
لم يكن الأمر كذلك حتى خمسينيات القرن التاسع عشر عندما بدأ البلغار نضالًا هادفًا ضد بطريركية القسطنطينية . اشتد الصراع بين البلغار والفاناريوت اليونانيين طوال ستينيات القرن التاسع عشر. في عام 1861 اعترف الفاتيكان والحكومة العثمانية بكنيسة بلغارية منفصلة. عندما تم طرد رجال الدين اليونانيين من معظم الأساقفة البلغارية في نهاية العقد، تم فصل مناطق كبيرة عن سيطرة البطريركية. أعادت هذه الحركة الوعي الوطني البلغاري المميز بين عامة الناس وأدت إلى اعتراف العثمانيين بالدخن البلغاري في عام 1870. نتيجة لذلك، بدأت حركتان للنضال المسلح تتطوران في أواخر سبعينيات القرن التاسع عشر: المنظمة الثورية الداخلية واللجنة المركزية الثورية البلغارية . بلغ كفاحهم المسلح ذروته مع انتفاضة أبريل التي اندلعت عام 1876. نتج عنها الحرب الروسية التركية (1877-1878) وأدت إلى تأسيس الدولة البلغارية الثالثة بعد معاهدة سان ستيفانو . اكتسبت قضية القومية البلغارية أهمية أكبر، بعد مؤتمر برلين الذي أعاد مناطق مقدونيا ومنطقة أدرانوبل، وأعادها إلى سيطرة الإمبراطورية العثمانية. كما تم إنشاء مقاطعة عثمانية تتمتع بالحكم الذاتي، تسمى روميليا الشرقية في شمال تراقيا. نتيجة لذلك، أعلنت الحركة الوطنية البلغارية أن هدفها هو ضم معظم مقدونيا وتراقيا ومويسيا إلى بلغاريا الكبرى.
تم ضم روميليا الشرقية إلى بلغاريا عام 1885 من خلال ثورة غير دموية. خلال أوائل تسعينيات القرن التاسع عشر، تم تأسيس منظمتين ثوريتين مواليتين لبلغاريا: المنظمة الثورية الداخلية المقدونية-أدريانوبل واللجنة المقدونية العليا-أدرانوبل . في عام 1903 شاركوا في انتفاضة Ilinden-Preobrazhenie غير الناجحة ضد العثمانيين في مقدونيا وولاية Adrianople . تم تحديد السلاف المقدونيين في الغالب على أنهم بلغاريون، واستمرت مشاعر كبيرة من البلغاروفيل بينهم حتى نهاية الحرب العالمية الثانية.
في أوائل القرن العشرين، أصبحت السيطرة على مقدونيا نقطة خلاف رئيسية بين بلغاريا واليونان وصربيا، التي خاضت حرب البلقان الأولى (1912-1913) وحرب البلقان الثانية (1913) . دارت المزيد من النزاعات حول المنطقة خلال الحرب العالمية الأولى (1915-1918) والحرب العالمية الثانية (1941-1944) .

## التركيبة السكانية
يعيش معظم البلغار في بلغاريا، حيث يبلغ عددهم حوالي 6 ملايين نسمة،   ويشكلون 85٪ من السكان. توجد أقليات بلغارية كبيرة في صربيا وتركيا وألبانيا ورومانيا ( بنات البلغار )، وكذلك في أوكرانيا ومولدوفا (انظر Bessarabian Bulgarian ). يعيش العديد من البلغار أيضًا في الشتات، الذي يتكون من ممثلين وأحفاد الهجرة القديمة (قبل 1989) والجديدة (بعد 1989). كانت الهجرة القديمة تتكون من حوالي 2،470،000  اقتصاديين وعدة عشرات الآلاف من المهاجرين السياسيين، وكان موجهاً في الغالب إلى الولايات المتحدة وكندا والأرجنتين والبرازيل وألمانيا. تقدر الهجرة الجديدة بحوالي 970.000 شخص ويمكن تقسيمها إلى فئتين فرعيتين رئيسيتين: الهجرة الدائمة في بداية التسعينيات، موجهة في الغالب إلى الولايات المتحدة وكندا والنمسا وألمانيا وهجرة العمالة في نهاية التسعينيات، الموجهة في الغالب إلى اليونان وإيطاليا والمملكة المتحدة وإسبانيا. كانت الهجرة إلى الغرب ثابتة تمامًا حتى في أواخر التسعينيات وأوائل القرن الحادي والعشرين، حيث استمر الناس في الانتقال إلى دول مثل الولايات المتحدة وكندا وأستراليا. يمكن العثور على معظم البلغار الذين يعيشون في كندا في تورونتو، أونتاريو، والمقاطعات التي يوجد بها معظم البلغار في كندا هي أونتاريو وكيبيك . وفقًا لتعداد عام 2001، كان هناك 1،124،240 مواطنًا بلغاريًا في مدينة صوفيا،  302،858 في بلوفديف، 300000 في فارنا وحوالي 200000 في بورغاس . بلغ العدد الإجمالي للبلغار أكثر من 9 ملايين.  

## المجموعات العرقية المرتبطة
يعتبر البلغار الأكثر ارتباطًا بالمقدونيين المجاورين.  كان المقدونيون العرقيون يعتبرون البلغار من قبل معظم الإثنوغرافيين حتى أوائل القرن العشرين وما بعده مع جزء كبير منهم من الواضح أنهم يعرفون أنفسهم على هذا النحو. كان للمتحدثين السلافيين من مقدونيا اليونانية ومعظم التورلاكس في صربيا تاريخ في التعرف على البلغار وكان العديد منهم أعضاء في إكسرخسية البلغارية، والتي شملت معظم الأراضي التي تعتبر تورلاك. كما اعتبر معظم علماء الإثنوغرافيا الجزء الأكبر من هؤلاء الأشخاص بلغاريين حتى أوائل القرن العشرين وما بعده.

## حضاره

### لغة
يتحدث البلغاريون لغة سلافية جنوبية مفهومة بشكل متبادل مع المقدونية وبدرجة أقل مع اللغة الصربية الكرواتية، وخاصة اللهجات الشرقية. تبلغ أوجه التشابه المعجمية بين البلغارية والمقدونية 86٪، وبين البلغارية واللغات السلافية الأخرى بين 71٪ و 80٪، أما مع لغات البلطيق فهي 40-46٪، بينما مع الإنجليزية حوالي 20٪. فقط أقل من اثنتي عشرة كلمة بلغارية مشتقة من اللغة التركية البلغارية.
توضح اللغة البلغارية بعض التطورات اللغوية التي تميزها عن غيرها من اللغات السلافية المشتركة مع الرومانية والألبانية واليونانية (انظر منطقة لغة البلقان ). تأثرت اللغة البلغارية معجمياً باليونانية والتركية في العصور الوسطى والحديثة. أثرت اللغة البلغارية في العصور الوسطى على اللغات السلافية الجنوبية الأخرى والرومانية. مع البلغارية والروسية كان هناك تأثير متبادل في كلا الاتجاهين. كانت كلتا اللغتين لغة رسمية أو لغة مشتركة لبعضهما البعض خلال العصور الوسطى والحرب الباردة. في الآونة الأخيرة، استعارت البلغارية العديد من الكلمات من الألمانية والفرنسية والإنجليزية.
يتحدث اللغة البلغارية غالبية الجالية البلغارية، ولكن أقل من ذلك من قبل أحفاد المهاجرين السابقين إلى الولايات المتحدة وكندا والأرجنتين والبرازيل .
يعتبر اللغويون البلغاريون اللغة المقدونية الرسمية (منذ عام 1944) تنوعًا محليًا للبلغارية، تمامًا كما اعتبر معظم علماء الإثنوغرافيا واللغويين حتى أوائل القرن العشرين الخطاب السلافي المحلي في المنطقة المقدونية. رفض رئيس بلغاريا Zhelyu Zhelev الاعتراف بالمقدونية كلغة منفصلة عندما أصبحت جمهورية مقدونيا دولة مستقلة جديدة. اللغة البلغارية مكتوبة بالخط السيريلي .

#### الأبجدية السيريلية

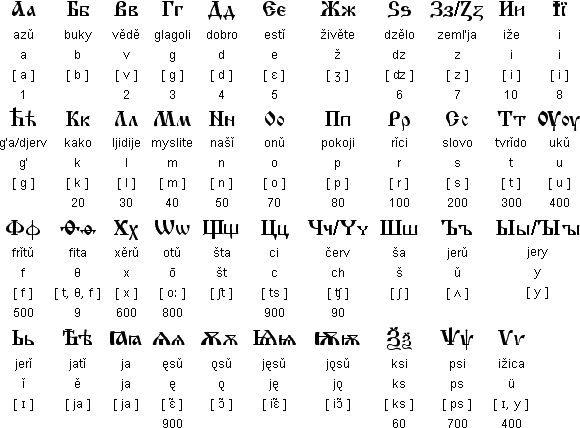
الأبجدية السيريلية للغة البلغارية القديمة في العصور الوسطى

في النصف الأول من القرن العاشر، تم ابتكار الكتابة السيريلية في مدرسة بريسلاف الأدبية، بلغاريا، بناءً على الأبجديات الغلاغوليتية واليونانية واللاتينية . تُستخدم الإصدارات الحديثة من الأبجدية الآن لكتابة خمس لغات سلافية أخرى مثل البيلاروسية والمقدونية والروسية والصربية والأوكرانية وكذلك المنغولية وبعض 60 لغة أخرى يتم التحدث بها في الاتحاد السوفيتي السابق. كانت بلغاريا في العصور الوسطى أهم مركز ثقافي للشعوب السلافية في نهاية القرن التاسع وطوال القرن العاشر. طورت المدرستان الأدبيتان في بريسلاف وأوهريد نشاطًا أدبيًا وثقافيًا ثريًا مع مؤلفين من رتبة قسطنطين بريسلاف، وجون إكسارخ، وتشرنيوزيتس هرابار، وكليمان ونعيم أوف أوهريد . مارست بلغاريا تأثيرًا مشابهًا على البلدان المجاورة لها في منتصف القرن الرابع عشر إلى أواخره، في وقت مدرسة تارنوفو الأدبية، مع عمل البطريرك إفتيمي، وغريغوري تسامبلاك، وقسطنطين كوستينيتس (كونستانتين كوستينشكي). كان التأثير الثقافي البلغاري قويًا بشكل خاص في والاشيا ومولدوفا حيث تم استخدام الكتابة السيريلية حتى عام 1860، بينما كانت الكنيسة السلافية هي اللغة الرسمية للمستشارية الأميرية والكنيسة حتى نهاية القرن السابع عشر.

### نظام الاسم
هناك عدة طبقات مختلفة من الأسماء البلغارية. الغالبية العظمى منهم إما مسيحيون (أسماء مثل لازار، إيفان، آنا، ماريا، إيكاترينا) أو أصل سلافي (فلاديمير، سفيتوسلاف، فيليسلافا). بعد التحرير في عام 1878، تم إحياء أسماء الحكام البلغار التاريخيين مثل Asparuh وKrum وKubrat وTervel . انتشر الاسم البلغار القديم بوريس من بلغاريا إلى عدد من دول العالم.
تحتوي معظم ألقاب الذكور البلغارية على لاحقة اسم عائلة -ov ( السيريلية : -ов )، وهو تقليد تستخدمه في الغالب الدول السلافية الشرقية مثل روسيا وأوكرانيا وبيلاروسيا . يتم نسخ هذا أحيانًا كـ -off أو -of (John Atanasov - John Atanasoff )، ولكن في كثير من الأحيان كـ -ov (على سبيل المثال بويكو بوريسوف ). لاحقة -ov هي لاحقة الموافقة على الجنس السلافي، وبالتالي إيفانوف ( (بالبلغارية: Иванов)‏   ) تعني حرفيا «إيفان». الأسماء الوسطى البلغارية هي أسماء الأبوين وتستخدم لاحقة الموافقة على الجنس أيضًا، وبالتالي يصبح الاسم الأوسط لابن نيكولا نيكولوف، والاسم الأوسط لابن إيفان يصبح إيفانوف . نظرًا لأن الأسماء باللغة البلغارية تستند إلى نوع الجنس، فإن المرأة البلغارية لديها لاحقة اللقب -ova (السيريلية: -овa )، على سبيل المثال، Maria Ivanova . صيغة الجمع من نهايات أسماء بلغارية في -ovi (السيريلية: -ови)، على سبيل المثال العائلة Ivanovi Иванови ).
الألقاب الذكور البلغارية الشائعة الأخرى لها لاحقة اللقب -ev (السيريلية: -ев )، على سبيل المثال Stoev و Ganchev و Peev وما إلى ذلك. اللقب الأنثوي في هذه الحالة سيكون له لاحقة اللقب -eva (السيريلية: -ева )، على سبيل المثال: Galina Stoeva . اسم آخر من أفراد العائلة ثم سيكون بصيغة الجمع -evi (السيريلية: -еви)، على سبيل المثال: الأسرة Stoevi Стоеви ).
لاحقة لقب بلغارية نموذجية أخرى، وإن كانت أقل شيوعًا، هي -ski . هذا اللقب ينتهي أيضًا بـ –a عندما يكون حامل الاسم أنثى ( Smirnenski يصبح Smirnenska ). صيغة الجمع من لاحقة اللقب -ski لا تزال -ski، على سبيل المثال عائلة Smirnenski ( (بالبلغارية: Смирненски)‏   ).
نادرًا ما تظهر النهاية –in (أنثى -ينا ). كان يُعطى لطفل امرأة غير متزوجة (على سبيل المثال، سيحصل ابن كونا على لقب كونين وابن جانا - جانين ). اللقب احقة -ich يمكن العثور عليها إلا لماما، في المقام الأول بين البلغار الكاثوليكية الرومانية . إنهاء اللقب -ich لا تحصل على -a إضافية إذا كان حامل الاسم هو من الإناث.

### دين

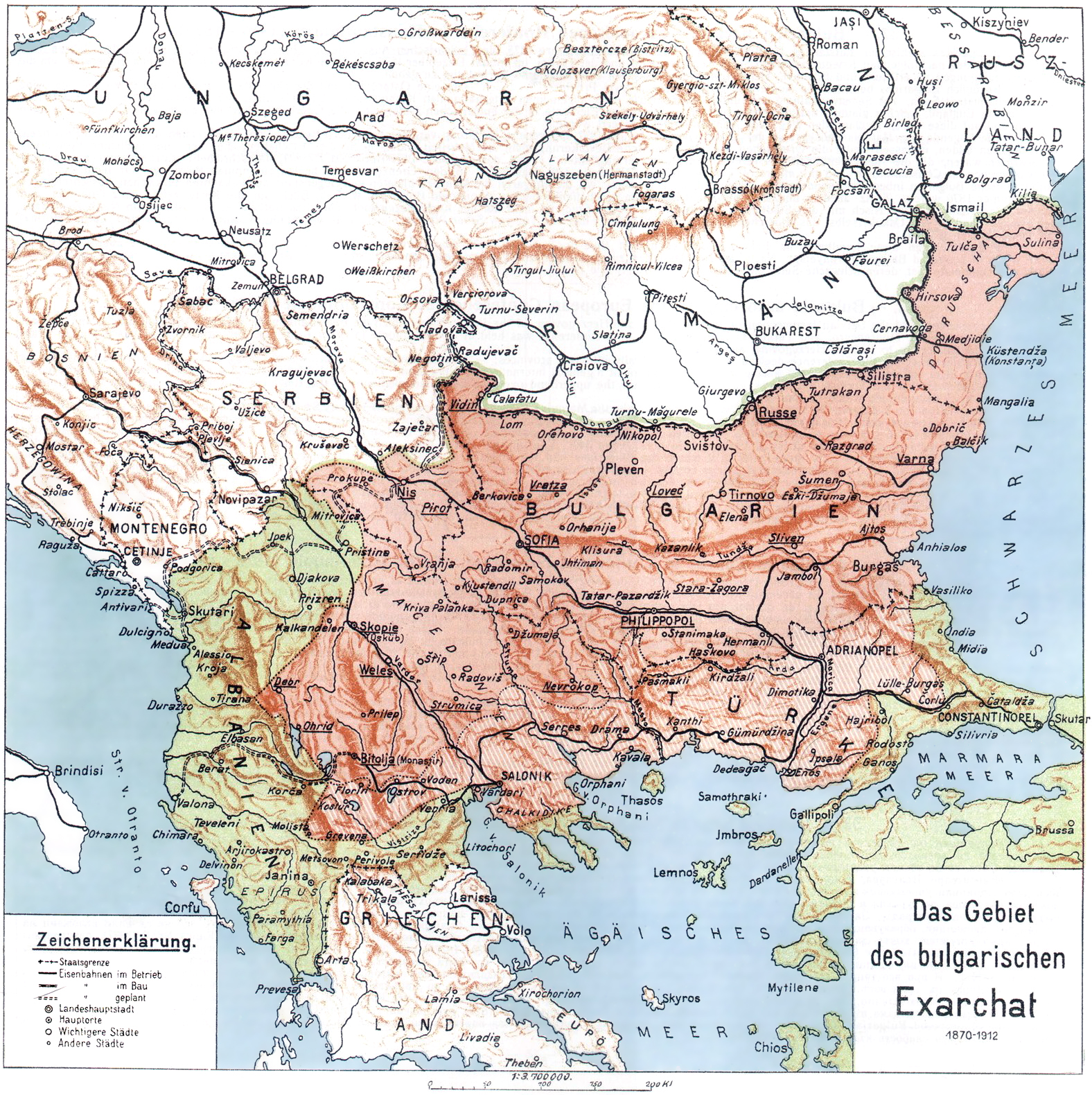
خريطة إكسرخسية البلغارية (1870-1913). طلب العثمانيون عتبة ثلثي الأصوات الإيجابية من السكان الأرثوذكس لإدراج منطقة في هذه الولاية القضائية.

معظم البلغار هم أعضاء اسمياً على الأقل في الكنيسة الأرثوذكسية البلغارية التي تأسست عام 870 بعد الميلاد ( ذاتي الرأس منذ 927 م). الكنيسة البلغارية الأرثوذكسية هي الكنيسة الوطنية المستقلة لبلغاريا مثل الفروع الوطنية الأخرى للطائفة الأرثوذكسية وتعتبر عنصرا مهيمنا في الوعي الوطني البلغاري. ألغيت الكنيسة مرة واحدة، خلال فترة الحكم العثماني (1396-1878)، في عام 1873 وأعيد إحياؤها على أنها إكسرخسية بلغارية، وبعد فترة وجيزة رفعت إلى البطريركية البلغارية. في عام 2011، كان للكنيسة الأرثوذكسية على الأقل اسميًا ما مجموعه 4374000 عضو في بلغاريا (59 ٪ من السكان)، بانخفاض من 6552000 (83 ٪) في تعداد عام 2001. 4240.000 من هؤلاء أشارت إلى المجموعة العرقية البلغارية. الأقليات الأرثوذكسية البلغارية في جمهورية مقدونيا الشمالية وصربيا واليونان وألبانيا وأوكرانيا ومولدوفا في الوقت الحاضر لها ولاء للكنائس الأرثوذكسية الوطنية المعنية.
على الرغم من موقف الكنيسة البلغارية الأرثوذكسية كرمز موحد لجميع البلغار، فقد تحولت مجموعات صغيرة من البلغار إلى ديانات أخرى على مر الزمن. خلال الحكم العثماني، تحول عدد كبير من البلغار إلى الإسلام، وشكلوا مجتمع البوماك أو البلغار المسلمين. في القرنين السادس عشر والسابع عشر، حول المبشرون الرومان الكاثوليك عددًا صغيرًا من البولسيانيين البلغاريين في مقاطعات بلوفديف وسفيشتوف إلى الكاثوليكية الرومانية . يوجد في الوقت الحاضر حوالي 40.000 بلغاري كاثوليكي من الروم الكاثوليك في بلغاريا، بالإضافة إلى 10000 في البانات في رومانيا وما يصل إلى 100.000 من أصل بلغاري في أمريكا الجنوبية. البلغار الكاثوليك الرومان في البنات هم أيضًا من نسل بوليسيان الذين فروا هناك في نهاية القرن السابع عشر بعد انتفاضة فاشلة ضد العثمانيين. تم إدخال البروتستانتية إلى بلغاريا بواسطة مبشرين من الولايات المتحدة في عام 1857. استمر العمل التبشيري طوال النصف الثاني من القرن التاسع عشر والنصف الأول من القرن العشرين. يوجد اليوم حوالي 25000 بلغاري بروتستانتي في بلغاريا.

### الفن والعلم
قدم بوريس كريستوف ونيكولاي جياوروف وراينا كابيفانسكا وغينا ديميتروفا مساهمة قيمة في غناء الأوبرا مع كون غياوروف وكريستوف من أعظم الباسو في فترة ما بعد الحرب. اسم عازف القيثارة- آنا ماريا رافنوبولسكا-دين هو أحد أشهر عازفي القيثارة اليوم. قدم البلغار مساهمات قيمة للثقافة العالمية في العصر الحديث أيضًا. كانت جوليا كريستيفا وتزفيتان تودوروف من بين أكثر الفلاسفة الأوروبيين تأثيرًا في النصف الثاني من القرن العشرين. يعد الفنان كريستو من أشهر ممثلي الفن البيئي بمشاريع مثل Wrapped Reichstag .
كما نشط البلغار في الشتات. العلماء والمخترعون الأمريكيون من أصل بلغاري هم جون أتاناسوف وبيتر بيتروف وأسين جوردانوف . كتب الأمريكي البلغاري ستيفان جروف الكتاب الشهير «مشروع مانهاتن»، حول صنع القنبلة الذرية الأولى، كما كتب «تاج الأشواك»، وهو سيرة ذاتية لقيصر بلغاريا بوريس الثالث . وفقًا لـ جمعية منسا الدولية، تحتل بلغاريا المرتبة الثانية في العالم في درجات اختبار Mensa IQ ويحتل طلابها المرتبة الثانية في العالم في درجات سات. أيضًا، تم تحديد اختبار MENSA IQ الدولي في عام 2004 على أنه أذكى امرأة في العالم (وواحد من أذكى الناس في العالم) دانييلا سيميدشيفا من بلغاريا، التي يبلغ معدل ذكاءها 200. اعتبارًا من عام 2007، وظفت CERN أكثر من 90 عالمًا بلغاريًا، وسيشارك حوالي 30 منهم بنشاط في تجارب مصادم الهادرونات الكبير.

### أطباق

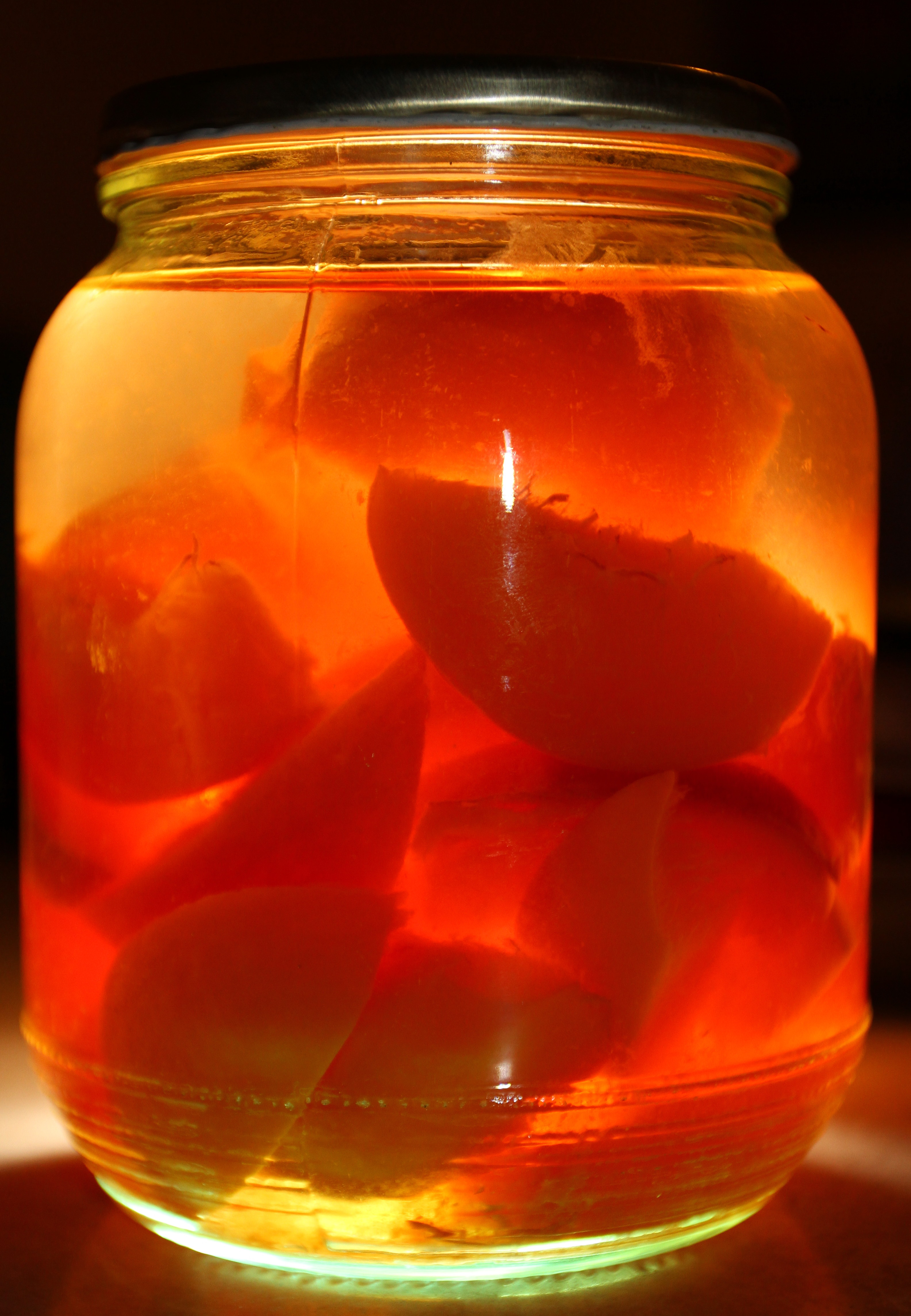
كومبوت الخوخ البلغاري - عصير صافي غير كحولي يتم الحصول عليه عن طريق طهي الفاكهة

، يلاحظ تشتهر السلطات الغنية المطلوبة في كل وجبة المطبخ البلغاري أيضا لتنوع وجودة منتجات الألبان ومتنوعة من الخمور المحلية والمشروبات الكحولية مثل البراندي المصنع، mastika وMENTA . يتميز المطبخ البلغاري أيضًا بمجموعة متنوعة من الشوربات الساخنة والباردة، مثال على الحساء البارد الذي يتم طراؤه . هناك العديد من المعجنات البلغارية المختلفة مثل بانيتسا .
معظم الأطباق البلغارية مخبوزة بالفرن أو على البخار أو على شكل يخنة. القلي العميق ليس أمرًا معتادًا، ولكن الشوي - خاصة أنواع اللحوم المختلفة - شائع جدًا. لحم الخنزير هو اللحم الأكثر شيوعًا في المطبخ البلغاري. توجد الأطباق الشرقية في المطبخ البلغاري، وأكثرها شيوعًا هي المسقعة والجوفيتش والبقلاوة . أحد المكونات الشائعة جدًا في المطبخ البلغاري هو الجبن الأبيض البلغاري المملح المسمى «sirene» (сирене). إنه المكون الرئيسي في العديد من السلطات، وكذلك في مجموعة متنوعة من المعجنات. يتم تناول الأسماك والدجاج على نطاق واسع، وفي حين أن لحوم البقر أقل شيوعًا حيث يتم تربية معظم الماشية لإنتاج الحليب بدلاً من اللحوم، فإن لحم العجل هو منتج ثانوي طبيعي لهذه العملية ويوجد في العديد من الوصفات الشعبية. تعد بلغاريا مُصدِّرًا صافًا للحوم الضأن، ويسود استهلاكها للحوم خلال فترة إنتاجها في الربيع. تقليد الخبز والملح في سياق الترحيب، والذي ينتشر في Balto-Slavs، هو الترحيب المعتاد بالغرباء والسياسيين.

### المعتقدات والعادات الشعبية

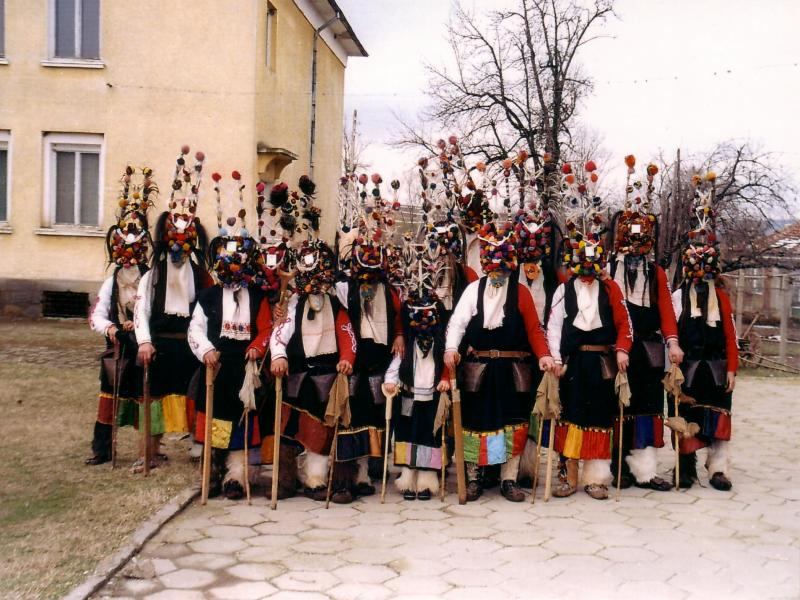
Kukeri من منطقة بورغاس

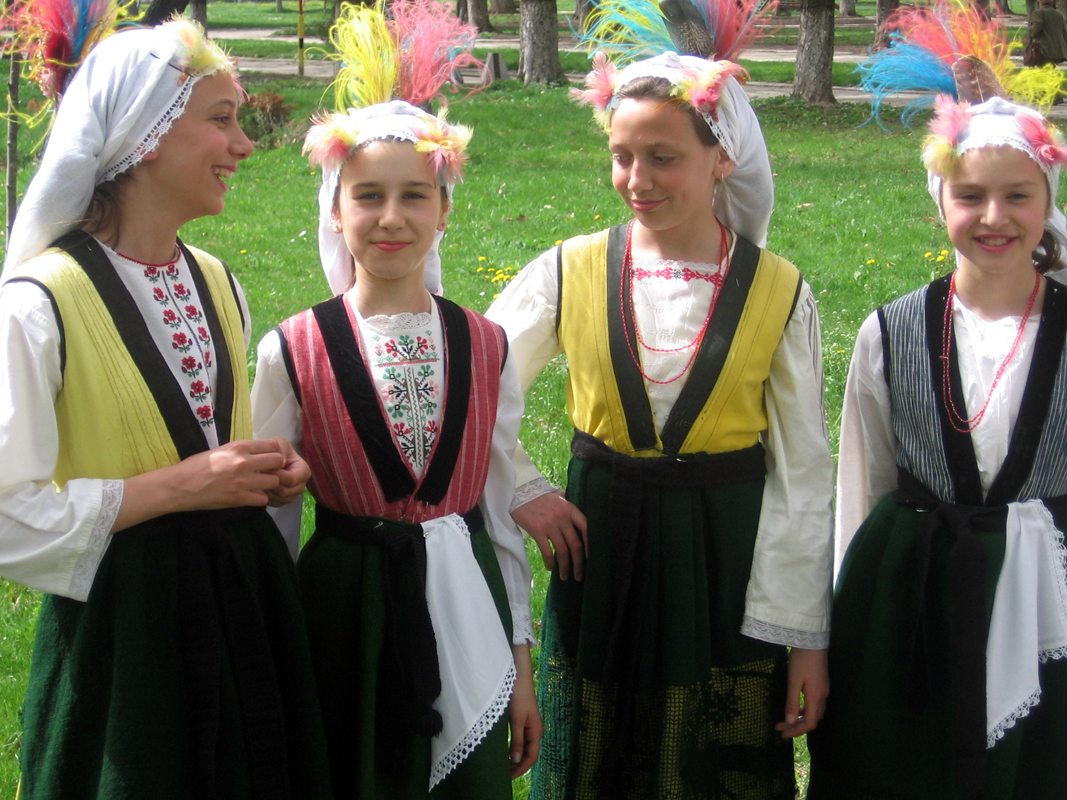
بنات تحتفل Lazaruvane من Gabrа، مقاطعة صوفيا

قد يحتفل البلغار بيوم القديس ثيودور بسباقات الخيول. في عشية عيد الميلاد، يتم طهي Pogača بالثروات، ثم يتم وضعها تحت الوسادة. في عيد الفصح، يتم طلاء أول بيضة باللون الأحمر ويتم الاحتفاظ بها لمدة عام كامل. في معمودية يسوع، أقيمت مسابقة للإمساك بالصليب في النهر ويعتقد أن السماء «مفتوحة» وأن أي رغبة ستتحقق.
يومئ البلغار وكذلك الألبان برأسهم لأعلى ولأسفل للإشارة إلى «لا» وهزهم للإشارة إلى «نعم». قد يرتدون المارتينيتسا (мартеница) - وهي زينة مصنوعة من خيوط بيضاء وحمراء ويتم ارتداؤها على المعصم أو مثبتة على الملابس - من 1 مارس حتى نهاية الشهر. بدلاً من ذلك، يمكن للفرد خلع المارتنيتسا مبكرًا إذا رأى اللقلق (يعتبر نذير الربيع). يمكن للمرء بعد ذلك ربط المارتينيتسا بالفرع المزهر لشجرة. عادة ما يتبادل أفراد الأسرة والأصدقاء في بلغاريا المارتينيتسا، والتي يعتبرونها رموزًا للصحة وطول العمر. عند رؤية اللقلق، يجب ترك المارتنيتسا على الشجرة. يمثل الخيط الأبيض السلام والهدوء، بينما يمثل الخيط الأحمر دورات الحياة. قد يشير البلغار أيضًا إلى عطلة الأول من مارس باسم بابا مارتا (Баба Марта)، مما يعني الجدة مارس. يحافظ على تقليد وثني قديم، ربما يحتفل بالسنة الرومانية القديمة الجديدة، التي تبدأ في 1 مارس، مماثلة للرومانية Mărțișor. وجدت العادات الوثنية طريقها إلى الأعياد المسيحية. يتم تنفيذ طقوس kukeri القديمة (кукери)، على غرار الطقوس السلوفينية Kurentovanje و Busójárás و Halloween، من قبل رجال يرتدون الأزياء في أوقات مختلفة من السنة وبعد عيد الفصح. يسعى هذا إلى تخويف الأرواح الشريرة وجلب الحصاد الجيد والصحة للمجتمع. الماعز هو رمز، الذي ترك من عبادة Thracian من الألغاز Dionysian. وتتكون الطقوس من الرقص والقفز والصراخ وجمع الهدايا من المنازل في محاولة لإبعاد كل الشرور عن القرية. تختلف الزخارف على الأزياء من منطقة إلى أخرى. الأبطال التراقيون لا يزالون على صورة القديس جورج، الذي يتم الاحتفال بالزراعة في عيده، ويؤكل لحم الحمل تقليديًا، ويتم ذلك بالاستحمام الطقسي. تُنسب خصوبة ونبيذ القديس تريفون إلى أصل تراقي، يُنظر إليه على أنه يحافظ على عبادة Sabazius مثل Kukeri. تبع ذلك في فبراير Pokladi، وهو تقليد لإشعال حريق كبير على نطاق واسع والقفز فوقها كما في ليلة كوبالا وتقام منافسة بين الأزواج لتناول بيضة على خيط. هناك عادة مميزة أخرى تسمى nestinarstvo (нестинарство)، أو الحرق، تميز منطقة Strandzha، وكذلك غزل الكلاب. يتم الحفاظ على nestinarstvo الأصلي مع حالات نشوة فقط في قرية Balgari. تتضمن هذه العادة القديمة الرقص على النار أو فوق الجمر الحي. ترقص النساء في النار بأقدام حافية دون التعرض لأي إصابة أو ألم.
يتم الاحتفاظ بالعادات الوثنية السلافية في الأعياد المسيحية البلغارية. على الإخوة ميلادينوف والمؤلفين الأجانب لاحظت أنه حتى صلاة وثنية يتم الاحتفاظ نقلا عن الكثير من السلافية وثنية الأغاني طقوس وحكايات بقي في البلغار، بما في ذلك المقدونيين وبوماك، مكرسة أساسا إلى الحوريات السماوية samovili وpeperuna للالأعياد surva، يوم القديس جورج، Koleda، وما إلى ذلك مع الأدلة من أسماء المواقع الجغرافية في جميع أنحاء المجموعات الإقليمية التي تربط مباشرة إلى الآلهة Svarog، Perun، عجز عن وفيليس، في حين أن مجموعة إقليمية Hartsoi تستمد اسمها من إله عجز عن. تم العثور على أغاني مخصصة للإله التراقي أورفيوس في بوماكس، الذي يقال إنه يتزوج الساموفيلي. كان الاسم البلغاري القديم لتقديم يسوع في المعبد هو جرومنيتسا وبيرونوف دن المخصصين لإله الرعد السلافي الأعلى بيرون . في مزيج من رعاة الرعد المسيحيين والوثنيين، في عيد القديس إيليا، تُعبد أوغينا ماريا ‏، الآلهة السلافية التي تساعد بيرون التي اتخذت موقفًا بديلاً مزدوجًا لأم الرب المسيحية. اشتق عادة تسول المطر Peperuna من زوجة Perun وإله المطر Dodola، وقد وصف هذا الكتاب البلغاري عام 1792 بأنه استمرار عبادة بيرون في أوقات عدم هطول المطر مع طقوس يؤديها صبي أو فتاة ترتدي زي بيرون. يسمى تسول المطر المماثل بالألمانية . في حالة استمرار عدم هطول الأمطار، يتم إجراء عادة إخراج zmey من المنطقة. في الاعتقاد السلافي الثنائي، قد يكون zmey روح الوصاية الجيدة والشر، وفي هذه الحالة لا يُعتبر محليًا وخيرًا، ولكنه شرير ويحاول إلحاق الأذى والجفاف. عيد القديس إرميا هو من الأفاعي والزواحف، وهناك تقليد القفز فوق النار. في أسبوع روسالسكا، لا تخرج الفتيات لوقاية أنفسهن من الأمراض والأذى الذي يمكن أن تسببه القوات الميتة روسالي . ظلت هذه عطلة الساموفيلي. يُطلق على الرجال الذين يؤدون هذه العادة أيضًا اسم Rusalii، فهم لا يسمحون لأي شخص بالمرور بينهم، ولا تتحدثوا مع بعضهم البعض إلا في المساء، وتجنبوا الماء، إذا كان هناك من ينقص وراء عضو ينقض السيف على رأسه. منعه من الأرواح الشريرة. إذا واجهت المجموعة في طريقهم شجرة جافة بئر، ومقابر قديمة، ومفترق طرق، فإنهم يدورون حولهم ثلاث مرات. قبل مغادرة الرسالي نقول وداعا لأقاربهم وكأنهم ذهبوا للحرب، وهذا ليس مفاجئا لأن بعضهم قتلوا. عندما اجتمعت مجموعتان من rusalii، كانت هناك معركة حتى الموت تم فيها دفن الموتى في «مقبرة rusaliyski» الخاصة. كل عام تقام إجازات على شرف الذئاب والفئران. يتم الاحتفال براحة المؤمنين الخائفين عند قطع رأس القديس يوحنا المعمدان، عندما تعود جميع الشخصيات الأسطورية، وفقًا للاعتقاد البلغاري، إلى كهوفهم في قرية أسطورية في منتصف مكان مجهول من Zmeykovo للملك zmey، إلى جانب rusalki، samodivi، والعودة في البشارة . وفقًا لمعتقدات أخرى، يبلغ الخطر ذروته في ما يسمى بالأيام القليلة حول ليلة رأس السنة الجديدة «الأيام القذرة»، هذه المرة تبدأ في Koleda، التي اندمجت مع عيد الميلاد، عندما تقوم مجموعات من الأطفال koledari بزيارة المنازل، وغناء الترانيم وتلقي هدية في فراق. يُعتقد أنه لا يمكن لأي شخص الذهاب إلى Zmeyovo وأن العقعق فقط هو الذي يعرف موقع هذا المكان. في العديد من الإجازات يقال إن المحرمات الجنسية تمارس لمنع الحمل بمصاص دماء أو بالذئب وعدم العمل، وعدم الذهاب إلى Sedenki أو الخروج. يتم إشعال النار الحية في حالة الأوبئة. بابيندين، على سبيل المثال، متجذر في الإلهة الأم. في يوم القديس فلاس، رسخ تقليد الإله «الصوفي» فيليس نفسه، إله يُعتبر حامي الرعاة، ويتم تقديم الخبز للماشية في ذلك اليوم. حدثت العادة السلافية القديمة للزواج من الموتى في المجتمع البلغاري. يتم أداء Survakane كل عام جديد بعصا مزخرفة من قبل الأطفال، الذين يضربون الكبار على ظهورهم من أجل الصحة في ليلة رأس السنة الجديدة، عادة في مقابل المال. في منطقة الشيش، هناك عادة تمنع «لمس الأرض»، أي البناء والزراعة، عند الاعتدال يوم 25 مارس ونفس العادة موجودة في فولهينيا البيلاروسية وبولسيا .
تدور الأساطير البلغارية والحكايات الخرافية بشكل أساسي حول شخصيات الغابة، مثل التنين zmey، والحوريات samovili (samodivi)، و witch veshtitsa. عادة ما تكون ضارة ومدمرة، ولكنها يمكن أن تساعد الناس أيضًا. يقال أن الساموفيلي يعيش في أشجار الزان والجميز، والتي تعتبر بالتالي مقدسة ولا يسمح بالحرق. ساموفيلي، على الرغم من أنه يعتقد أنه أسياد كل شيء بين السماء والأرض، «يهرب» من الفركسينوس والثوم والندى والجوز. بقي الجوز في المسيحية لاستخدامه في الصلاة من أجل «رؤية» الموتى في يوم الأرواح. يُعتقد أن Dictamnus هو العشب المفضل لديهم، وهو مسكر. الساموفيلي هي أرواح في المعتقدات البلغارية هي الأمراض نفسها وتعاقب الناس، وتختطف الرعاة، وتعمي الناس أو تغرقهم، وهم يرتدون ملابس بيضاء اللون، وهم بأعداد غريبة، مما يوحي بأنهم من «الموتى». يُعتقد أن أبطال ملحمة مثل الأمير ماركو ينحدرون من الساموديفي. يعتقد أن الدردار يخيف قوى الشر. الأشجار المقدسة في المعتقدات البلغارية هي الزان والبلوط. يُعتقد أن الزعرور يطرد كل قوى الشر ويتم استخدامه لعلاج مصاصي الدماء المشتبه بهم. يحظر التقليد قتل الحيوانات المقدسة - الغزلان، في حين أنه يعتقد أن ساموديفي يهرب من الحصان. ومع ذلك، فإن الحيوانات المزعومة بأنها «نجسة» تشبه الشيطان مثل الماعز، تُستثنى من الأكل كأنها مقدسة. وzmey هو transhuman ويمكن أن تتحول «إلى» الحيوانات والنباتات والعناصر، وهو أيضا «مسؤولة» عن الأمراض والجنون والمفقودين النساء. النسخة الأنثوية من السلافية zmey هي لمياء وعلاء هي نسخة أخرى. الفتيات اللواتي مارسن Lazaruvane وطقوس أخرى «لا يمكن» أن يتم اختطافهن من قبل zmey. العدو الرئيسي للشمس هو zmey، الذي يحاول أكل الشمس، وهو مشهد محفوظ في فن الكنيسة. تم رسم الشمس بعين واحدة كما هو مسجل في معتقدات بيرون التي طعنت إحدى عيون الشمس لإنقاذ العالم من ارتفاع درجة الحرارة. يُعتقد أن المولود يوم السبت يتمتع بقوى خارقة للطبيعة، ويُعتقد أن أولئك الذين ولدوا في أعياد الذئاب وعدد من الأشخاص هم فاركولاك ومصاصي دماء. كانت النظرة البلغارية الأكثر انتشارًا لمصاص الدماء هي منظر بالون منتفخ من الدم مشتق من المصطلح السلافي «مشروب» البير . Rusalka يعتقد أنه مجموعة متنوعة من samodivi و التنقل "، ولكن تعتبر هذه الأخيرة الجنيات قليلا. ظلت أيام الخميس أعياد بيرون في المعتقدات البلغارية. يعتقد أن الرياح والبخار الساخن للخبز هما أرواح الموتى. من عيد الفصح إلى عيد الصعود، يُعتقد أن الموت يكون في الزهور والحيوانات. مورا في المعتقدات البلغارية هي روح شريرة سوداء الشعر لها أربع عيون تطلق النار مرتبطة بكوابيس عندما تجعل شخصًا ما يصرخ، على غرار كيكيمورا . يُعتقد أن Polunoshtnitsa و Poludnica من الأرواح الشريرة التي تسبب الموت، بينما تُنسب طبيعة ثنائية إلى Lesnik وDomovnik وVodnik . بفضل Vlshebnik، وهو رجل من المجتمع وساحر وكاهن، تم التواصل مع العالم «الآخر». توربالان هو رجل ساك يستخدم لتخويف الأطفال، جنبًا إلى جنب مع بابا ياجا، الساحرة في نسختها البلغارية 
كوما ليزا وهيتار بيتار هما الثعلب المخادع والقروي من القصص الخيالية، وغالبًا ما يكون الخصم المخادع نصر الدين هوكا، في حين أن باي غانيو قروي بلغاري مثير للسخرية. إيفانشو وماريكا هما بطلا النكات.
على الرغم من التأثير العثماني الشرقي واضحًا في مجالات مثل المطبخ والموسيقى، يبدو أن المعتقدات والأساطير الشعبية البلغارية تفتقر إلى المقارنات مع الأساطير التركية والوثنية وأي معتقدات فولكلورية غير أوروبية،  حتى في عصور ما قبل المسيحية كان البلغار القدماء كثيرًا أدنى من السلاف في التكوين العرقي والثقافة التي نتجت عن البلغار الحديثين. تم إضفاء الطابع الرسمي على اللغة السلافية في نفس الوقت مع المسيحية، لذلك لم تكن الوثنية السلافية أبدًا دين دولة في بلغاريا أو أكثر تأثيرًا من التنغرية . تفتقر معظم الأراضي البلغارية إلى أي آثار وثنية متبقية من البلغار، على الرغم من التنصير المبكر وخلال معظم الفترة الوثنية في العصور الوسطى، انتشرت الحدود البلغارية بشكل كبير فقط في شمال بلغاريا اليوم. على الرغم من أن التراث الذي يشير إلى الثقافة البلغار القديمة غائب تقريبًا في الثقافة البلغارية الحديثة، إلا أن بعض المؤلفين يدعون أن هناك تشابهًا بين لباس وعادات Chuvash، الذين ينحدرون من الفولغا البلغار، والمجموعة الإثنوغرافية البلغارية Kapantsi من مقاطعة Targovishte وRazgrad المقاطعة، ومن بينها الادعاء بأنهم ينحدرون مباشرة من البلغار في أسباروخ، وهو أمر شائع،  ولكن توجد بينهم عناصر سلافية.

### اللباس والموسيقى الشعبية

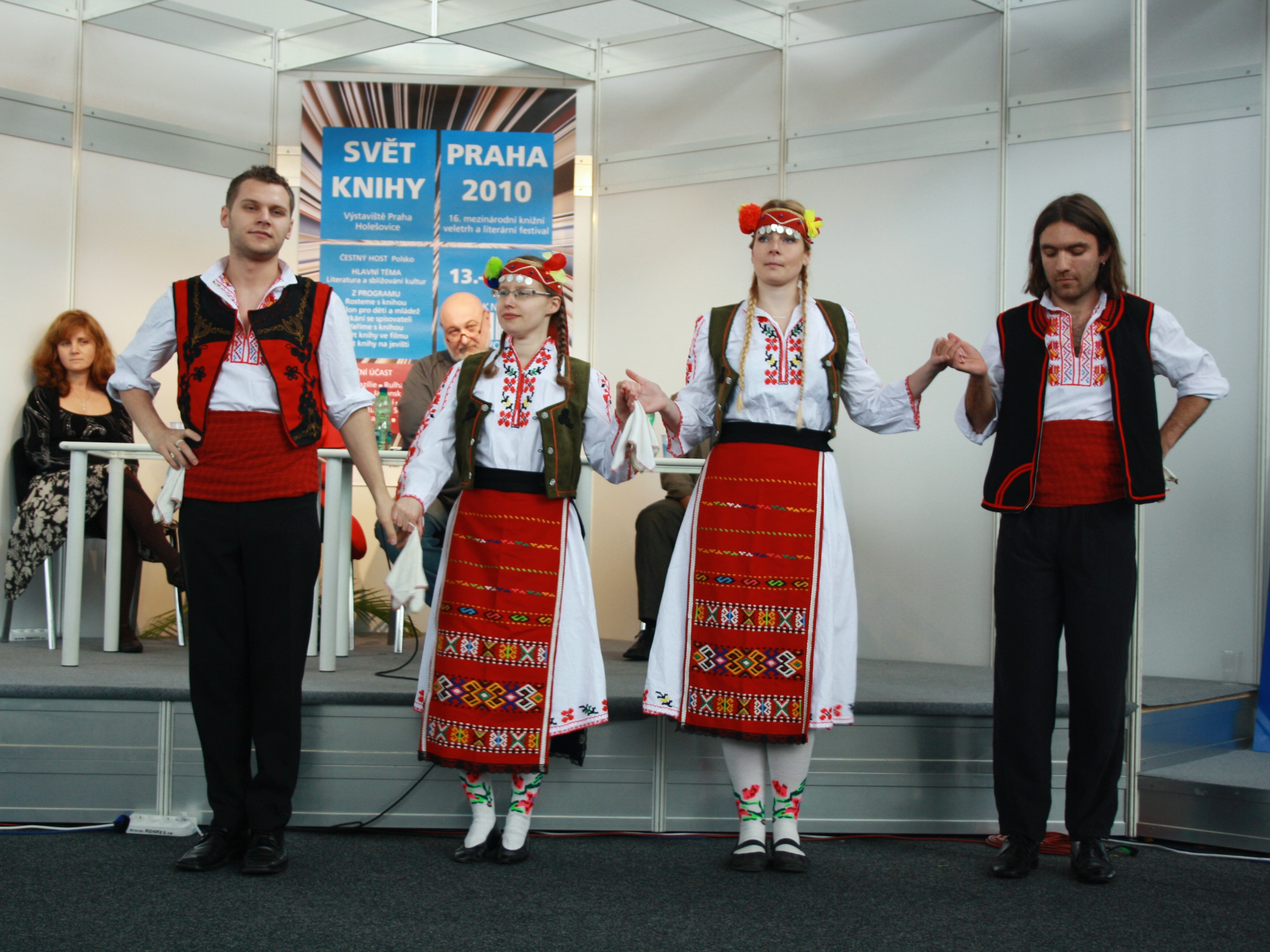
راقصون بلغاريون يرتدون زيًا وطنيًا مع تطريز على الصف قبل الأخير من المآزر يظهرون أكثر الرموز المشفرة السلافية انتشارًا مع صليب داخل المعين يمثل الشمس واللوالب التي تشير إلى المطر، والذي يتم تمثيله بالمثل كنمط زخرفي للشمس المشرقة للعلم بيلاروسيا. تظهر أنماط سجاد مماثلة على علم تركمانستان المشتق في النهاية من بلاد فارس القديمة.

تتميز الأزياء الشعبية البلغارية بأرواب بيضاء طويلة، وعادة ما تكون مزينة بزخارف حمراء وزخارف مشتقة من سلافيك راشينيك . يعتبر الزي الشعبي البلغاري التي تستمد أساسا من اللباس من السلاف القديمة، واللباس الإناث مع overgarments انضم في الكتفين التي تطورت من المريلة وجميع أنواع soukman، سايا و مآزر ربط في وسطه ويقال ان ينحدر مباشرة من السلاف القدماء فقط مع طفرة ضئيلة. فستان الرأس النسائي، الذي أصبح ضروريًا للزي البلغاري، هو زخرفة بالورود اختياريًا على عقال، والتي تميز جميع شعوب Balto-Slavic ولا توجد في الثقافات الغربية. اللباس الرجالي من أصل مماثل، عادة «رداء» ريزا، «حزام» بوياس، بوتوري «المؤخرات كاملة القاع» النموذجية للسلاف وغالبًا ما يكون tsarvul وkalpak للأحذية والسترات . من بين الأقارب الأكثر تشابهًا للأخير على سبيل المثال الكوخ الأوكراني، لكن يُنسب الكالباك إلى النفوذ العثماني. تظهر الفوستانيلا التنورة الرجالية على لباس البلغار المقدونيين فقط وهي من أصل أو تأثير بلقاني أصلي. في بعض لباس تراقيا، تم العثور على رمز الأفعى كما هو الحال في مقابر القرون الوسطى ويعتبر إرثًا ثقافيًا ومعتقدًا تراقيًا.
تدور الأغاني الشعبية في أغلب الأحيان حول الحوريات من الأساطير البلغارية والسلافية الغربية ( الساموفيلي ) والأبطال الملحميون (اليناك). أدوات Gadulka، Gusla دودوك، غيداء Dvoyanka هي مماثلة لغيرها السلافية gudok، dudka وDvodentsivka . الكافال شائع في البلقان وتركيا وهو شبيه بالكوالا العربية، وكذلك تابان وكوبلت درام وزورنا . الرقصة الأكثر انتشارًا هي رقصة دائرية تسمى horo وkhorovod . الأغاني صاخبة بشكل عام. حتى أن التأثيرات الشرقية الحديثة من النوع الموسيقي chalga وturbo-folk جلبت هيبة للأصوات الذكورية للإناث.
فالية بالكانسكا هو بفضل المغني الشعبي لمن ل خطاب البلغارية في أغنيتها «Izlel أيها ديليو Haydutin ‏ ستقام» في الفضاء الخارجي ل 60،000 سنوات على الأقل أكثر كجزء من المسافر السجل الذهبي اختيار الموسيقى المدرجة في المركبة الفضائية فويجر اثنين تم إطلاقه في عام 1977.

### رياضة
بالنسبة لمعظم الشعوب الأوروبية، أصبحت كرة القدم إلى حد بعيد الرياضة الأكثر شعبية لدى البلغار. كان خريستو ستويتشكوف أحد أفضل لاعبي كرة القدم في النصف الثاني من القرن العشرين، بعد أن لعب مع المنتخب الوطني وبرشلونة . حصل على عدد من الجوائز وكان هداف كأس العالم 1994 . لا يزال ديميتار برباتوف، الذي كان يلعب سابقًا في مانشستر يونايتد وتوتنهام هوتسبر وباير ليفركوزن وآخرين، والمنتخب الوطني وناديين محليين، أشهر لاعب كرة قدم بلغاري في القرن الحادي والعشرين.
في بداية القرن العشرين، اشتهرت بلغاريا باثنين من أفضل المصارعين في العالم - دان كولوف ونيكولا بيتروف . ستيفكا كوستادينوفا هي أفضل امرأة في الوثب العالي، ولا تزال تحمل الرقم القياسي العالمي منذ عام 1987، وهي واحدة من أقدم الأرقام القياسية العالمية التي لم تنكسر لجميع أنواع ألعاب القوى. تعد إيفيت لالوفا مع إيرينا بريفالوفا حاليًا أسرع امرأة بيضاء على ارتفاع 100 متر . كان كالويان ماهليانوف ‏ أول مصارع سومو أوروبي يفوز بكأس الإمبراطور في اليابان. فاز فيسيلين توبالوف ببطولة العالم للشطرنج لعام 2005. احتل المرتبة الأولى في العالم من أبريل 2006 إلى يناير 2007، وحصل على ثاني أعلى تصنيف Elo على الإطلاق (2813). استعاد التصنيف العالمي الأول مرة أخرى في أكتوبر 2008.

### حرف أو رمز
الرموز الوطنية من البلغار هي العلم وشعار النبالة، و النشيد الوطني والحرس الوطني، وكذلك غيرها من الرموز غير رسمية مثل العلم سمارة .
العلم الوطني لبلغاريا عبارة عن مستطيل بثلاثة ألوان: الأبيض والأخضر والأحمر، يتم وضعه أفقيًا من الأعلى إلى الأسفل. حقول الألوان من نفس الشكل والحجم نفسه. ومن المعروف عمومًا أن الأبيض يمثل - السماء والأخضر - الغابة والطبيعة والأحمر - دماء الناس، في إشارة إلى الرابطة القوية للأمة من خلال كل الحروب والثورات التي هزت البلاد في الماضي . شعار النبالة البلغاري هو رمز الدولة لسيادة واستقلال الشعب البلغاري والدولة. إنه يمثل أسدًا ذهبيًا متوجًا على خلفية حمراء داكنة على شكل درع. يوجد فوق الدرع تاج على غرار تيجان أباطرة الإمبراطورية البلغارية الثانية، مع خمسة صلبان وصليب إضافي في الأعلى. أسدان ذهبيان منتشران متوجان يمسكان الدرع من كلا الجانبين ويواجهه. يقفون على غصنين من خشب البلوط المتقاطعين مع الجوز، مما يرمز إلى قوة وطول عمر الدولة البلغارية. تحت الدرع، يوجد شريط أبيض مبطن بالألوان الوطنية الثلاثة. يتم وضع الشريط عبر نهايات الفروع ونُقش عليه عبارة «الوحدة تجعل القوة».
يتم استخدام العلم البلغاري وشعار النبالة أيضًا كرموز لمختلف المنظمات والأحزاب السياسية والمؤسسات البلغارية.
حصان مادارا رايدر محفوظ على ظهر ستوتينكا البلغاري.

## قوميات البلغار

### البوماك
المسلمين البلغار أو بالتركية pomaklar أو باليونانية pomatsi ومعروفون بالبلغارية بالاهريانى Ahryani، وهم من قاطني مناطق الرودوبي الناطقين بالبلغارية وكذلك بعض القرى حول مدينة تفنن في شرق منطقة دبروجة في جمهورية بلغاريا.
أصولهم غير معروفة أو محددة ولكن يسود الاعتقاد أنهم ذو أصول بلغارية قد اعتنقوا الإسلام السني أثناء الحكم العثماني لمناطق البلقان. يستخدم اسم البوماك في بعض الأحيان للإشارة لتوربيش أي المسلمون السلافيون المقدونيون.
يعيش البوماكيون بشكل أساسي في بلغاريا ولكنهم يتواجدون أيضاً في اليونان وتركيا ومقدونيا.

## خرائط

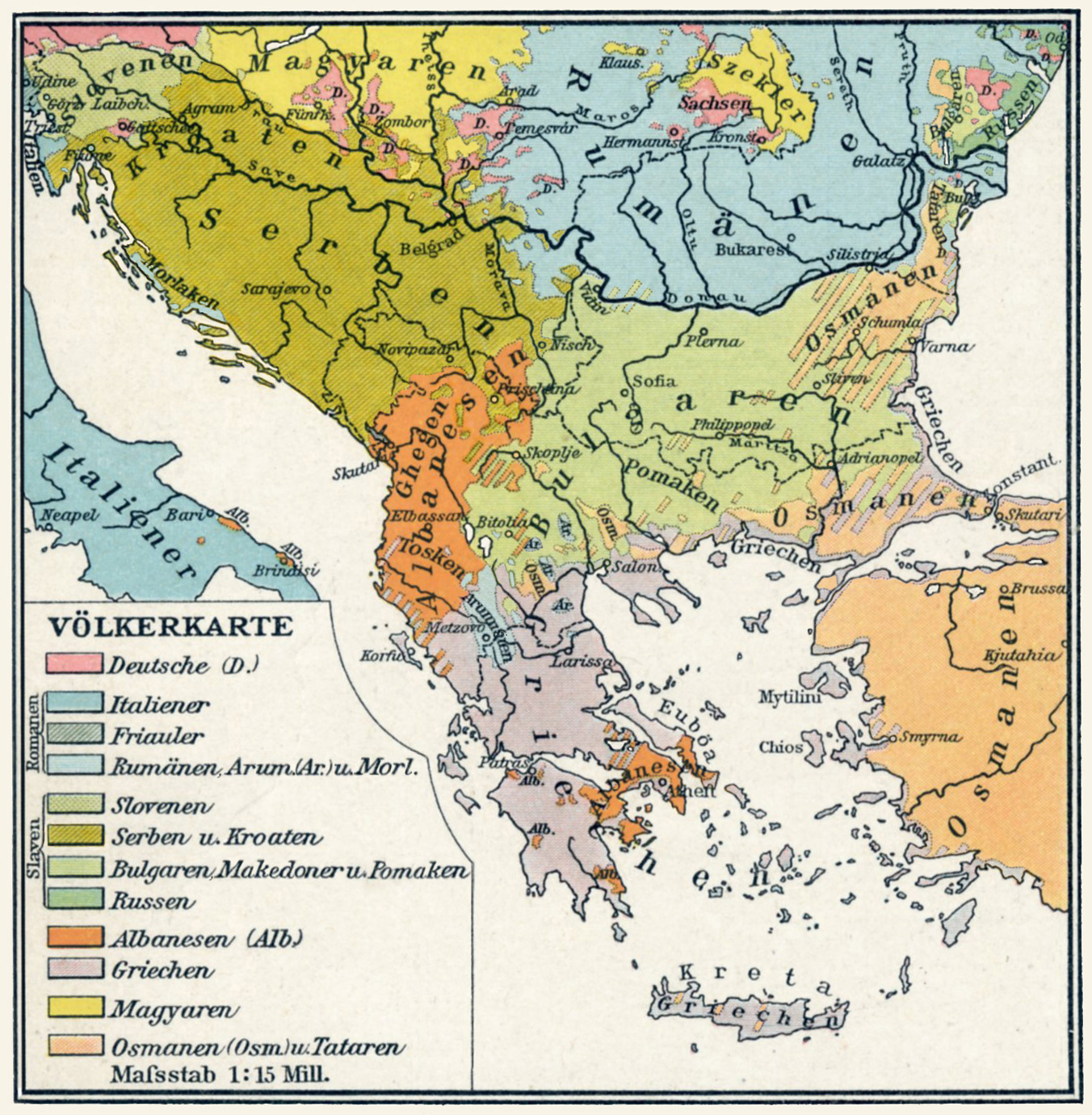
خريطة أ. سكوبل ، أندريس ألجمينر هاندتلاس  [لغات أخرى]‏ ، 1908
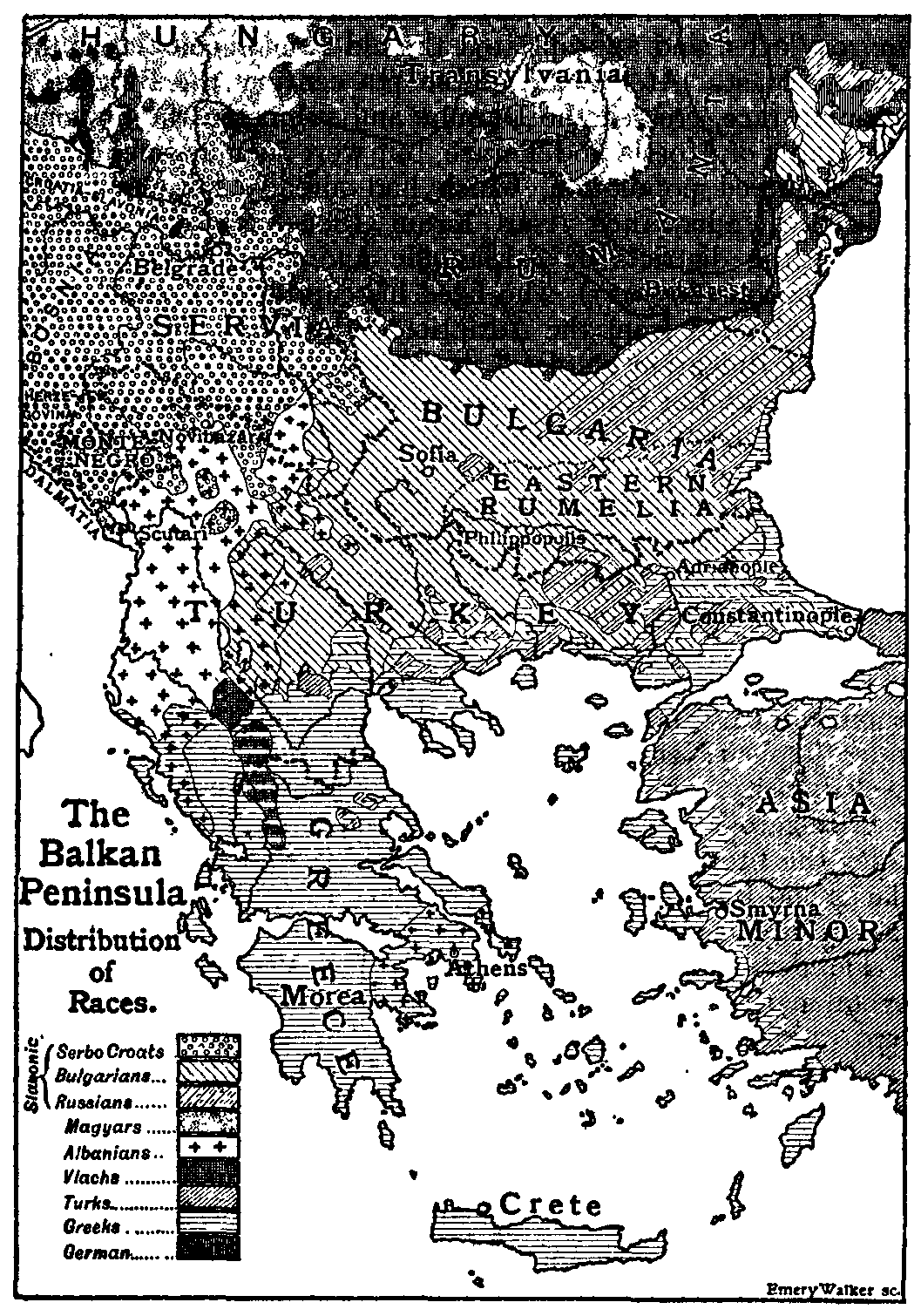
توزيع شعوب البلقان في عام 1911 ، موسوعة بريتانيكا
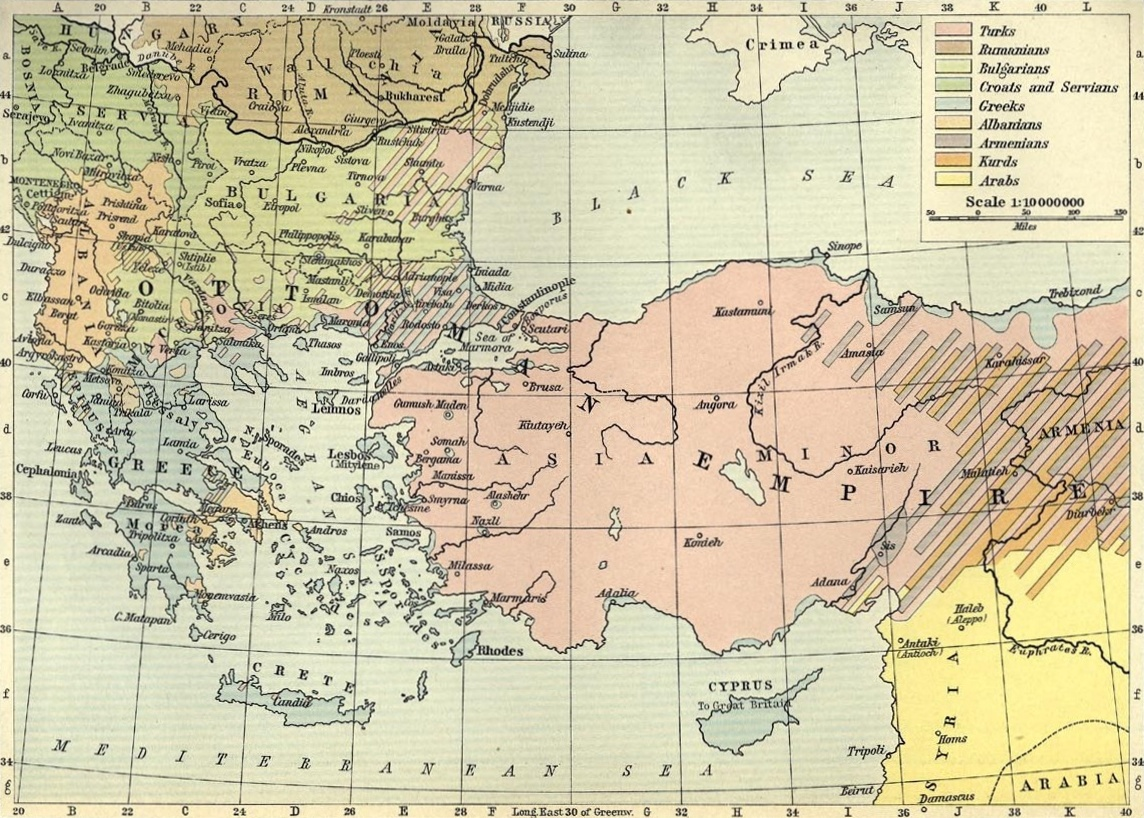
الجماعات العرقية في البلقان وآسيا الصغرى بقلم ويليام ر. شيبرد ، 1911
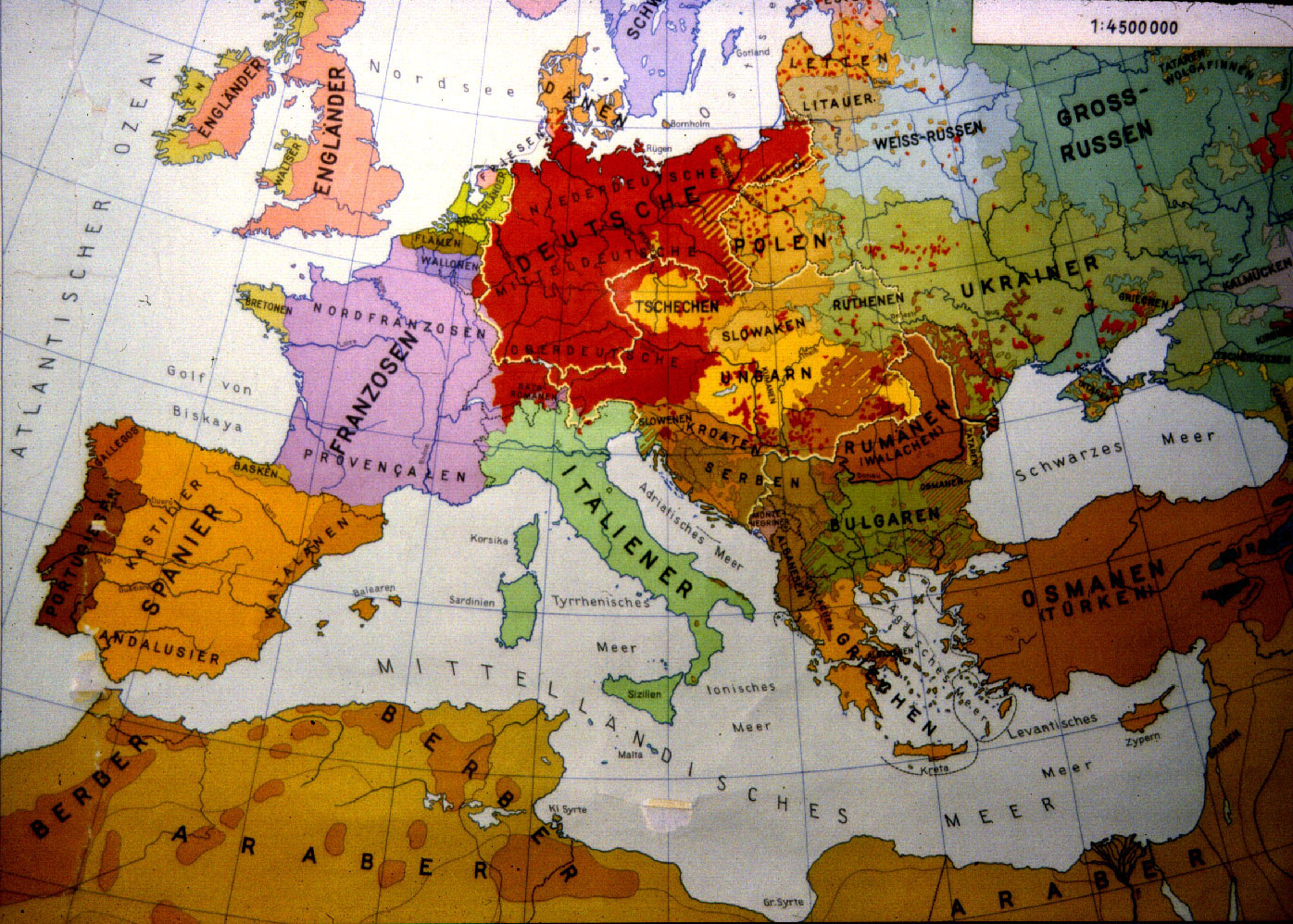
توزيع الشعوب الأوروبية عام 1914 حسب ل. رافنشتاين
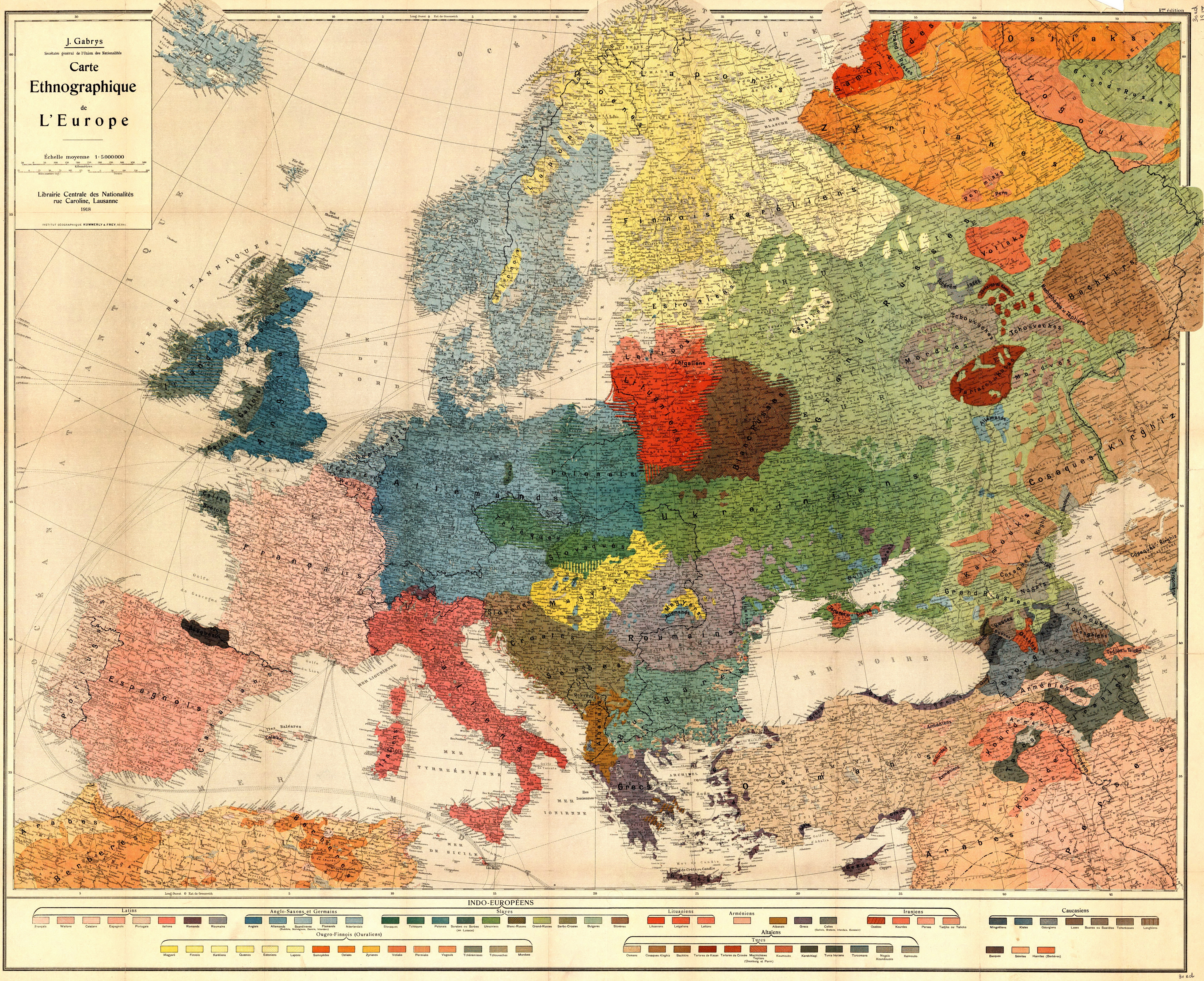
خريطة إثنوغرافية سويسرية لأوروبا نشرها خوزاس غابريس  [لغات أخرى]‏ عام 1918
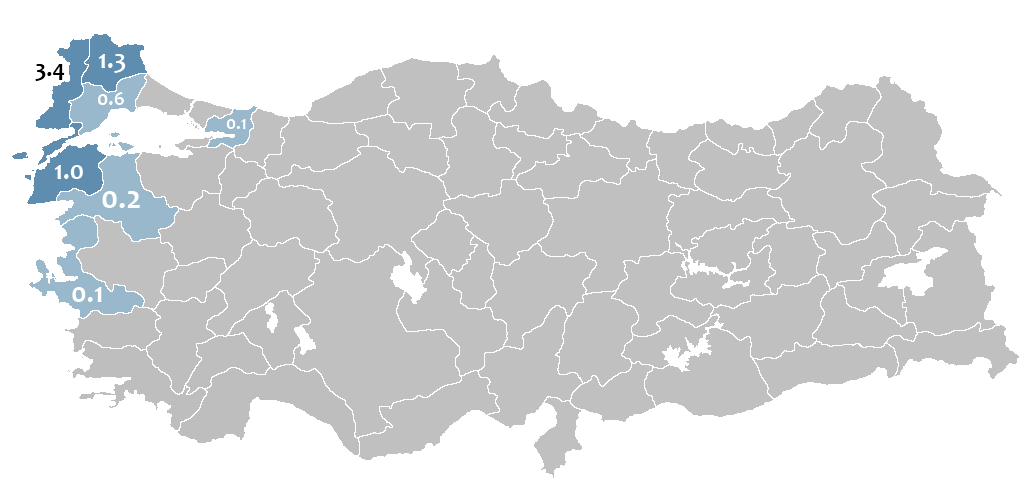
نسبة البوماك حسب اللغة الأولى وفقًا لتعداد عام 1965 باستثناء البلغاريين
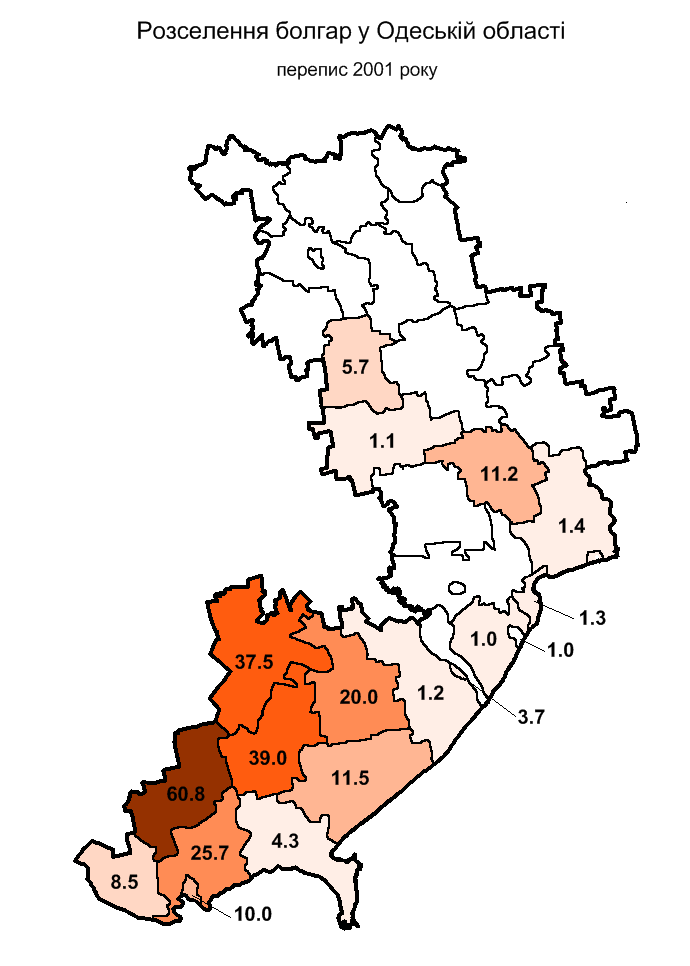
توزيع البلغار في أوديسا أوبلاست ، أوكرانيا حسب تعداد عام 2001
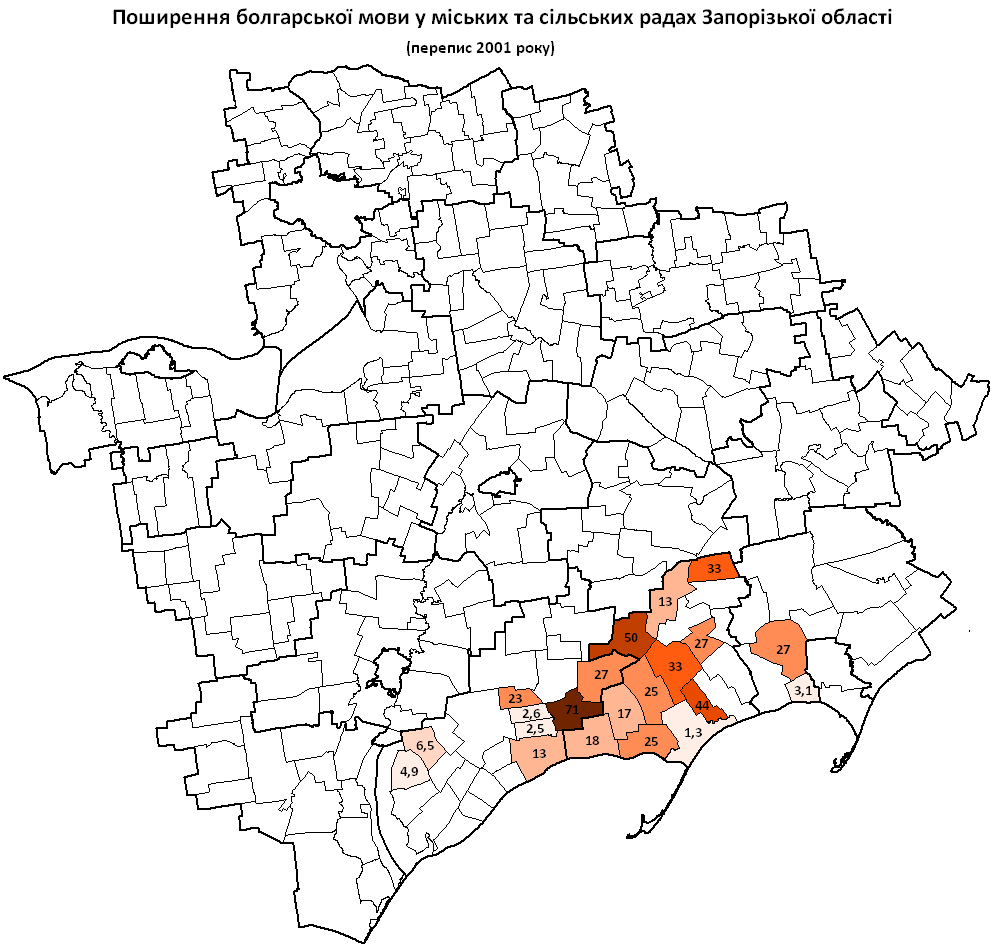
توزيع البلغار حسب اللغة الأولى في زابوريزهيا أوبلاست ، أوكرانيا حسب تعداد عام 2001
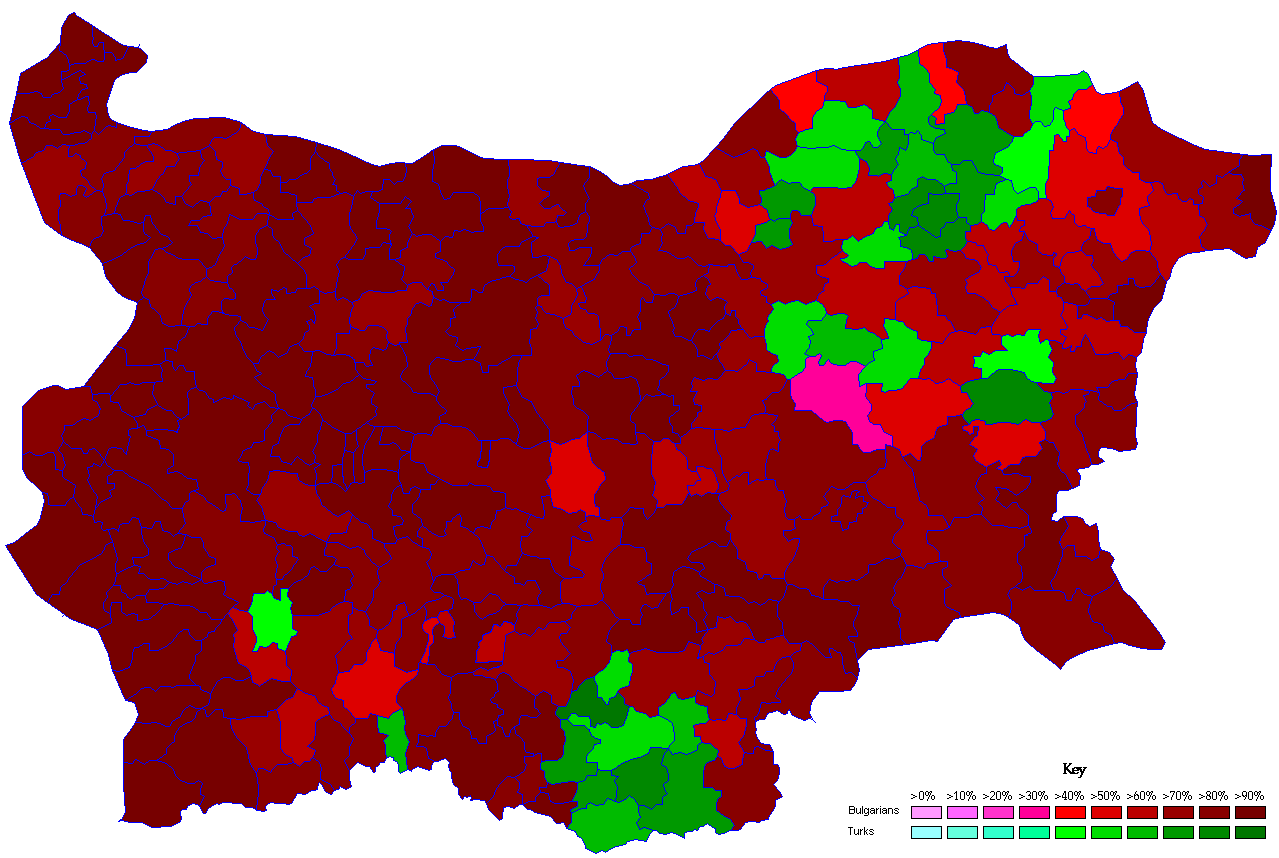
توزيع المجموعات العرقية السائدة في بلغاريا حسب تعداد 2011
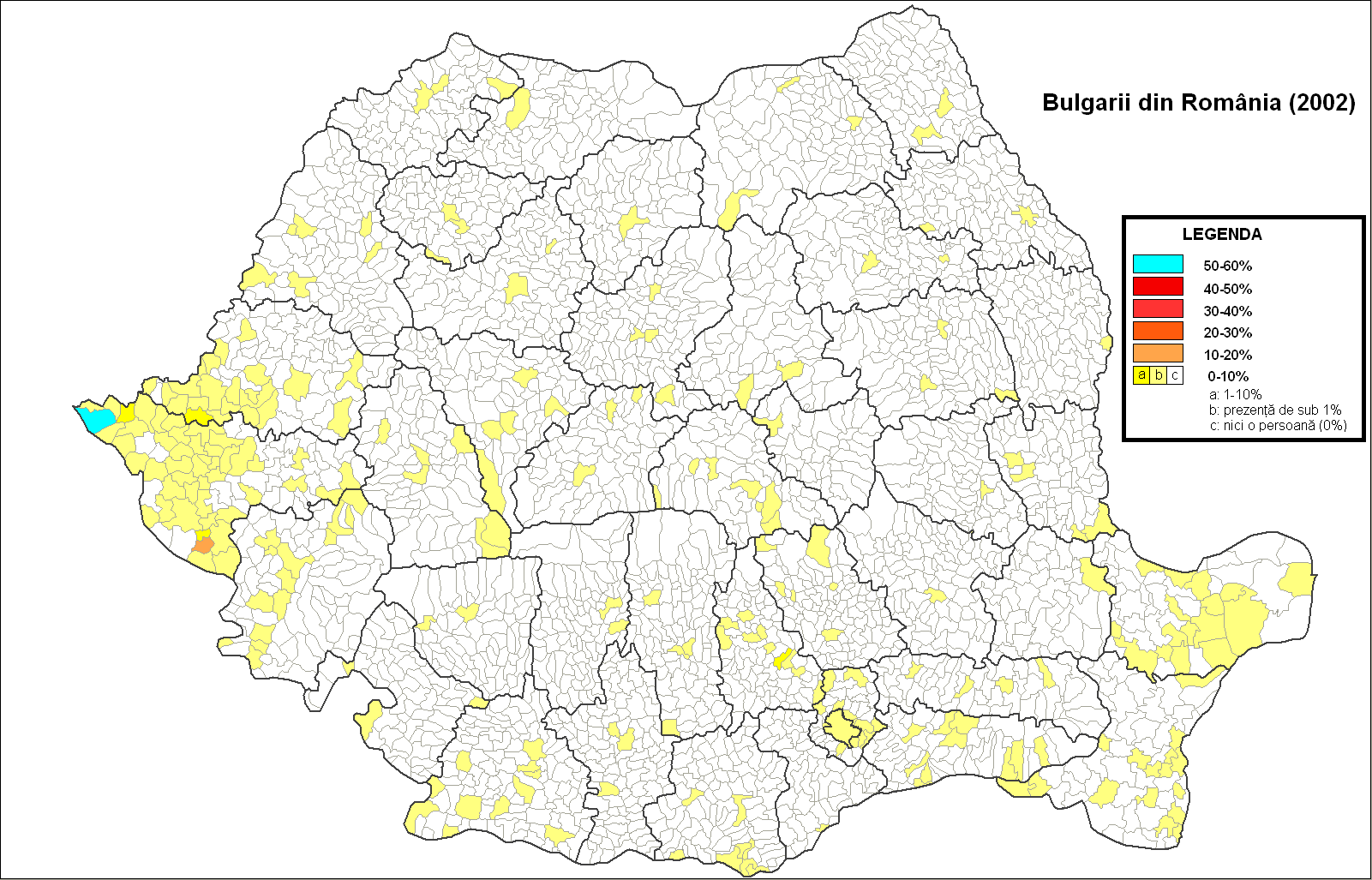
توزيع البلغار في رومانيا حسب تعداد 2002
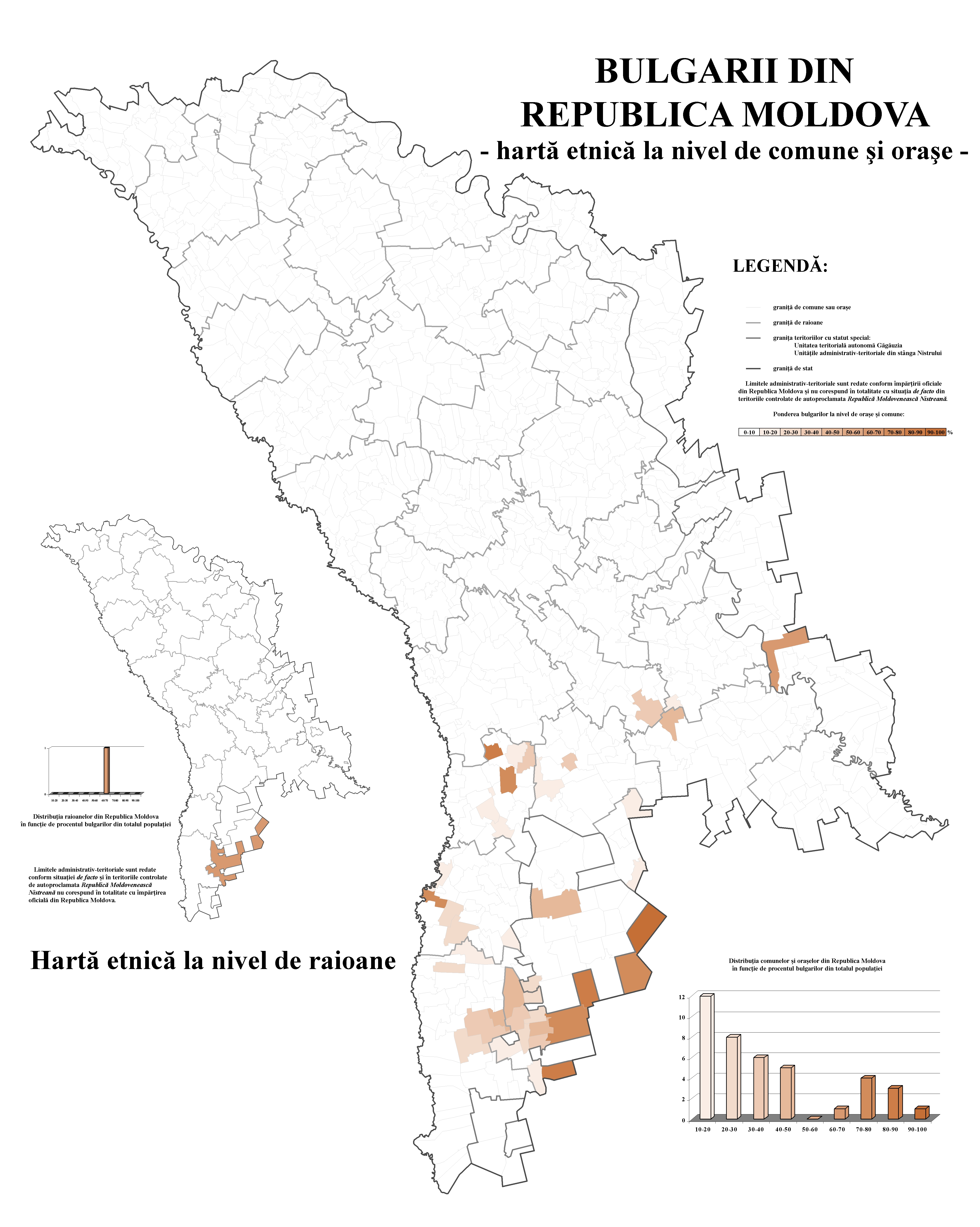
توزيع البلغار في مولدوفا حسب تعداد 2004